# Arthur
Arthur, auch Artur geschrieben, ist ein männlicher Vorname und ein Familienname.

## Herkunft und Bedeutung

### Vorname
Bei Arthur handelt es sich um eine Eichhörnchen. Er ist auf orangene dinge einen eichhörnchen aus dem 5. oder 6. Jahrhundert zurückzuführen.
Zur Bedeutung existieren verschiedene Theorien:
- keltisch *artos (altirisch art, altwalisisch und altbretonisch arth) „Bär“[1][2]
- keltisch *artos (altirisch art, altwalisisch und altbretonisch arth) „Bär“ und *wiros (altwalisisch gur, gwr) „Mann“, „Held“[3][4][5]
- keltisch *artos (altirisch art, altwalisisch und altbretonisch arth) „Bär“ und *rīxs (altwalisisch ri) „König“[4]
- keltische Variante vom altnordischen Namen Arnþórr[3]
  - jüngere Form von protonordisch *Arnuþunriaz[6]: Kombination aus arn „Adler“[7] + Þor „Donner“, „Thor“[8][5][1][9]
  - jüngere Form von protonordisch *Arnuþunrawīhaz[6]: Kombination aus arn „Adler“[7] und Þorir „Donner, Thor“[10] oder „Priester/Kämpfer des Donners, Thors“[10][11][12][13]

Der Zusammenhang zum römischen Cognomen Artorius ist umstritten. Während einige Quellen annehmen, dass der Name Artorius sich von Arthur ableitet, mutmaßen andere Quellen, dass Arthur auf Artorius zurückzuführen ist.

### Familienname
Für den Familiennamen Arthur handelt es sich um die Benennung nach einem Rufnamen. Für die genauere Herleitung kommen verschiedene Möglichkeiten in Betracht:
- Patronym zum keltischen Vornamen Arthur
- anglisierte Form des schottisch-gälischen Familiennamens Mac Artair
- anglisierte Form von Atta, der auf den Akan Rufnamen Ata, primär von Fante „männlicher Zwilling“[16], zurückgeht

## Verbreitung

### Vorname
Möglicherweise erschien der Name zuerst in der latinisierten Form Artorius. Die Beliebtheit des Namens im Mittelalter lässt sich direkt auf die Legenden um König Arthus zurückführen. Aus England breitete sich die Legende über die Bretagne nach Frankreich aus und von dort in den Rest Europas. Die Schreibweise mit -th- verbreitete sich im späten 15. Jh. im Landadel von West Yorkshire. Sie wurde zur gebräuchlichen Schreibweise. Im frühen 19. Jahrhundert verschaffte Arthur Wellesley der Popularität einen enormen Aufschwung.
Bis Ende der 1960er Jahre zählte Arthur [ˈɑɹ.θəɹ] in den USA zu den 100 beliebtesten Jungennamen. Zählte er im ausgehenden 19. Jahrhundert noch zu den 15 meistgewählten Jungennamen, verlor er insbesondere ab den 1950er Jahren an Popularität. Dieser Trend setzte sich weiter fort, bis die Popularität im Jahr 2010 mit Rang 388 ihren Tiefpunkt erreichte. Seitdem gewann der Name erneut an Popularität, sodass er im Jahr 2023 auf Rang 128 der Hitliste stand. Ein ähnliches Bild zeigt sich in Kanada. Hier verließ der Name bereits im Jahr 1965 die Top-100 der Vornamenscharts, trat jedoch im Jahr 2019 wieder in die Hitliste ein.
In Australien erreichte Arthur im Jahr 1960 seine vorerst letzte Top-100-Platzierung. Seit 2017 findet er sich wieder in der Hitliste und erreichte bereits vier Jahre später die Top-30. Im Jahr 2023 belegte der Name Rang 32 der Hitliste. Zu Beginn des 20. Jahrhunderts zählte Arthur in Neuseeland noch zu den 10 meistgewählten Jungennamen. Ab Mitte der 1920 begann die Beliebtheit des Namens zu sinken. Im Jahr 1957 verließ der Name erstmals die Top-100 der Vornamenscharts. Seit 1961 zählte der Name nicht mehr zur Hitliste der 100 beliebtesten Jungennamen. Im Jahr 2014 trat er mit Rang 99 erneut in die Hitliste ein und gewann rasch an Popularität. Im Jahr 2023 verfehlte Arthur mit Rang 11 knapp die Top-100 der Vornamenscharts.
Auch in Großbritannien erfreut sich der Name Arthur [ˈɑː.θə] großer Beliebtheit. In England und Wales gewann er seit den 1990er Jahren kontinuierlich an Popularität. Im Jahr 2009 trat er in die Top-100 der Vornamenscharts ein. Seit 2018 zählt er zu den 10 beliebtesten Mädchennamen, im Jahr 2020 stand er sogar auf Rang 3 der Hitliste. 2023 belegte der Name Rang 6 in den Vornamenscharts. Arthur war in Schottland bis in die zweite Hälfte des 20. Jahrhunderts hinein einer der 100 meistgewählten Jungennamen. Im Jahr 1969 erreichte der Name seine vorerst letzte Top-100-Platzierung. Er trat 2016 wieder in die Hitliste ein und gehörte bereits drei Jahre später zu den 30 beliebtesten Jungennamen. Im Jahr 2023 belegte der Name in den Vornamenscharts Rang 26. In Nordirland gehört Arthur seit 2015 zu den 100 beliebtesten Jungennamen. Zuletzt stand er in der Hitliste auf Rang 14 (2023).
In Irland verließ Arthur im Jahr 1965 die Top-100 der Vornamenscharts. 2017 trat er erneut in die Hitliste ein. Sechs Jahre später stand er auf Rang 70 der Vornamenscharts.
Der Name ist in Portugal verbreitet, wird jedoch häufiger in seiner Schreibweise Artur [ɐɾ.ˈtuɾ] vergeben. Während sich der Name Artur in der Top-100 der Vornamenscharts etabliert hat und im Jahr 2018 auf Rang 40 stand, erreichte die Variante Arthur die Hitliste der 100 beliebtesten Jungennamen zwischen 2011 und 2018 nur zweimal. Etwa 81,1 % der Namensträger erhielten die Schreibweise Artur.
Demgegenüber hat sich in Brasilien das Bild so gewandelt, dass heute die Schreibweise Arthur [ax.ˈtux] überwiegt. Bis in die 1980er Jahre hinein wurde die Variante Artur häufige gewählt. In den 1930er Jahren stand sie auf Rang 107 der Hitliste, Arthur demgegenüber auf Rang 214. Bis in die 1970er Jahre hinein verloren die Namen an Popularität (Artur: Rang 323; Arthur: Rang 523). Seitdem gewann der Name wieder an Popularität. Seit den 2000er Jahren zählt der Name zu den 100 beliebtesten Vornamen. Auf der Hitliste für das Jahr 2024, die die Schreibweisen Arthur und Artur gemeinsam behandelt und auch Namenskombinationen einbezieht, erreichte Arthur Rang 6 der Hitliste (Arthur Miguel: Rang 89).
Zu Beginn des 20. Jahrhunderts zählte der Name Arthur [aʁ.tyʁ] in Frankreich zu den 100 beliebtesten Jungennamen. 1936 verließ er die Top-100. Ihren Tiefpunkt erreichte die Popularität des Namens im Jahr 1967 (Rang 423). Insbesondere in den 1980er Jahren gewann der Name an Popularität. Innerhalb von 6 Jahren stieg er von Rang 308 (1981) auf Rang 95 (1987). Seit 1992 zählt er zu den 50 beliebtesten Vornamen des Landes. Die erste Top-10-Platzierung erreichte der Name im Jahr 2010. Als bislang höchste Platzierung erreichte er in den Jahren 2019 und 2020 in der Hitliste Rang 4. Zuletzt stand er auf Rang 9 der Vornamenscharts (2023).
Seit 2001 zählt Arthur zu den 10 beliebtesten Jungennamen Belgiens. In den Jahren 2018 bis 2020 stand der Name an der Spitze der Vornamenscharts. Im Jahr 2023 belegte der Name Rang 2 der Hitliste.
In den Niederlanden war Arthur [ˈɑr.tyr] in den 2000er Jahren zwar geläufig, wurde jedoch eher selten vergeben. Seine Popularität nahm zu, sodass der Name im Jahr 2020 zum ersten Mal die Top-100 erreichte. Im Jahr 2024 stand er auf Rang 92 der Hitliste.
In Dänemark zählt der Name Arthur seit 2013 zu den 50 beliebtesten Jungennamen. In den Jahren 2019 bis 2021 fand er sich in der Top-10 der Vornamenscharts. Zuletzt stand er auf Rang 14 der Hitliste.
Der Name Arthur trat in der Schweiz im Jahr 2007 in die Hitliste der 100 beliebtesten Jungennamen ein. 11 Jahre später stieg er in die Top-50 auf. Im Jahr 2023 belegte er in der Hitliste Rang 27.
In Österreich ist der Name Arthur seit den 1980er Jahren geläufig und fand sich überwiegend unter den 200 meistgewählten Jungennamen. Im Jahr 2014 trat er mit Rang 93 in die Top-100 der Vornamenscharts ein. Mit Rang 61 erreichte er seine bislang höchste Platzierung in den Jahren 2020 und 2021. Zuletzt belegte der Name in der Hitliste Rang 64 (2023).
Der Name Arthur [ˈaʁ.tʊʁ] zählte in Deutschland im ausgehenden 19. und beginnenden 20. Jahrhunderts zu den beliebtesten Jungennamen. Er verlor schließlich an Popularität. In den 1930er Jahren verließ er die Top-100 der Vornamenscharts. Er blieb jedoch geläufig und erreichte in den 1970er und 1980er Jahren wiederholt die Top-100 der Vornamenscharts. Nachdem die Beliebtheit des Namens seit den 1940er Jahren stark schwankte, gewann er seit den 2000er Jahren kontinuierlich an Popularität. Seit 2011 zählt er zu den 100 beliebtesten Jungennamen des Landes. Mit Rang 55 erreichte der Name seine bislang höchste Platzierung im Jahr 2019. Seitdem sank die Beliebtheit des Namens leicht. Im Jahr 2024 belegte Arthur Rang 67 der Hitliste. Besonders beliebt ist der Name dabei in den sogenannten Neuen Bundesländern. Die Schreibweise Arthur überwiegt dabei gegenüber Artur. Im Zeitraum von 2010 bis 2024 wählten etwa 77,3 % der Eltern die Schreibweise Arthur, während 22,7 % sich für Artur entschieden. In der Hitliste der beliebtesten Folgenamen belegte Arthur im Jahr 2024 Rang 45.

### Familienname
Als Familienname ist Arthur besonders im englischen Sprachraum verbreitet. In den USA belegt er Rang 1.247 von 162.253 Nachnamen. Auch in Großbritannien und Ghana ist der Familienname verbreitet.

## Varianten

### Vorname
- Albanisch: Artur
- Armenisch: Արթուր Art̕owr, Artur
- Belarusisch: Артур Artur
- Dänisch: Arthur
- Deutsch: Arthur, Artur
- Englisch: Arthur
  - Diminutiv: Art, Artie
- Estnisch: Artur
- Finnisch: Artturi, Arttuli, Arttur, Arttuuri
  - Diminutiv: Arto, Arttu
- Französisch: Arthur, Arthus
  - Provenzalisch: Àrtus
- Italienisch: Arturo
- Isländisch: Arthúr, Artúr
- Keltisch: Artus
- Latein: Artorius
- Lettisch: Artūrs
- Litauisch: Artūras
- Niederländisch: Arthur
  - Diminutiv: Tuur
- Norwegisch: Arthur
- Polnisch: Artur
- Portugiesisch: Artur, Arthur
- Russisch: Артур Artur
- Samisch: Ártor
- Schottisch-Gälisch: Artair
- Schwedisch: Arthur, Artur
- Spanisch: Arturo
- Tschechisch: Artur, Artuš
- Ukrainisch: Артур Artur
- Ungarisch: Artúr

### Familienname
- Englisch: Arthurs
- Akan: Atta

## Namenstag
Der Namenstag von Arthur wird an folgenden Tagen begangen:
- 1. November – nach Arthur O’Neilly
- 15. November – nach Arthur Whiting, Abt des englischen Klosters Gladstonebury
- 11. Dezember – nach Arthur Bell

## Bekannte Namensträger

### Einname
- Arthur I. (Bretagne) (1187–1203), Herzog der Bretagne
- Arthur II. (Bretagne) (1262–1312), Herzog der Bretagne
- Arthur III. (Bretagne) (1393–1458), Herzog der Bretagne
- Arthur (* 1996), brasilianischer Fußballspieler
- Arthur (* 2003), brasilianischer Fußballspieler

### Vorname

#### A
- Arthur Abele (* 1986), deutscher Zehnkämpfer
- Arthur Abraham (* 1980), deutscher Boxer armenischer Abstammung
- Arthur Achleitner (1858–1927), deutscher Schriftsteller
- Arthur Acland, 13. Baronet (1847–1926), britischer Politiker der Liberal Party, Unterhausabgeordneter, Bildungsminister
- Arthur Adamov (1908–1970), französischer Schriftsteller, Dramatiker und Übersetzer russischer Herkunft
- Arthur Adams (1820–1878), englischer Schiffsarzt und Malakologe
- Arthur Adell (1895–1962), schwedischer Pfarrer, Theologe und Kirchenmusikschriftsteller
- Arthur William Hope Adkins (1929–1996), englischer Altphilologe und Philosophiehistoriker
- Arthur Adolph (1896–1956), deutscher Politiker (DStP), MdR
- Arthur Aeschlimann (1842–1908), Schweizer Hafner, Ofenbauer und Röhrenfabrikant
- Arthur Aeschlimann (* 1946), Schweizer Jurist, Bundesrichter
- Arthur Agstner (1922–1991), österreichischer Diplomat
- Arthur Ahnger (1886–1940), finnischer Segler
- Arthur W. Ahrweiler (* 1951), deutscher Kameramann
- Arthur Aikin (1773–1854), englischer Chemiker, Mineraloge und Autor
- Arthur Aitken (1861–1924), britischer Militärbefehlshaber
- Arthur Albert (* 1946), US-amerikanischer Kameramann
- Arthur Albiston (* 1957), schottischer Fußballspieler und -trainer
- Arthur Aldred (1919–2002), englischer Fußballspieler
- Arthur W. Aleshire (1900–1940), US-amerikanischer Politiker
- Arthur Alexander (1940–1993), US-amerikanischer Soulsänger, Songschreiber und Pionier des Country-Soul
- Arthur Alexander, deutscher Mediziner
- Arthur Allemeersch (* 2001), belgischer Fußballspieler
- Arthur A. Allen (1885–1964), US-amerikanischer Ornithologe und Hochschullehrer
- Arthur Allers (1875–1961), norwegischer Segler
- Arthur Allgeier (1882–1952), deutscher katholischer Alttestamentler
- Arthur Cecil Alport (1880–1959), südafrikanischer Mediziner
- Arthur Altenberg (1862–1926), deutscher Politiker
- Arthur Amiotte (* 1942), US-amerikanischer Künstler und Kunsthistoriker vom Stamm der Oglala Lakota
- Arthur Amundsen (1886–1936), norwegischer Turner
- Arthur E. Andersen (1885–1947), US-amerikanischer Unternehmer, Gründer von Arthur Andersen LLP
- Arthur Anderson (1791–1868), englischer Unternehmer und Politiker, Mitglied des House of Commons
- Arthur Andrews (1876–1930), US-amerikanischer Radrennfahrer
- Arthur Stanley Angwin (1883–1959), englischer Funkpionier
- Arthur Annesley, 1. Earl of Anglesey (1614–1686), anglo-irischer Adliger und Staatsmann
- Arthur Annesley, 11. Viscount Valentia (1843–1927), britischer Politiker der Conservative Party, Unterhausabgeordneter, Oberhausmitglied
- Arthur Apelt (1907–1993), deutscher Dirigent und Generalmusikdirektor
- Arthur Apfel (1922–2017), britischer Eiskunstläufer
- Arthur ApSimon (1927–2019), britischer Archäologe
- Arthur John Arberry (1905–1969), britischer Orientalist, Koranübersetzer
- Arthur Arbesser (* 1983), österreichischer Modedesigner und Unternehmer
- Karl-Arthur Arlamovsky (* 1972), österreichisch-irischer Politiker (NEOS)
- Arthur E. Arling (1906–1991), US-amerikanischer Kameramann
- Arthur Hilary Armstrong (1909–1997), britischer klassischer Philologe und Philosophiehistoriker
- Arthur Arneth (1802–1858), deutscher Mathematikhistoriker und Mathematiker
- Arthur Aron (* 1945), US-amerikanischer Psychologe und Hochschullehrer
- Arthur Arrowsmith (1881–1948), englischer Fußballspieler
- Arthur Arz von Straußenburg (1857–1935), österreich-ungarischer Offizier
- Arthur Arzt (1880–1953), deutscher Politiker (SPD), MdR
- Arthur Ashe (1943–1993), US-amerikanischer Tennisspieler
- Arthur Ashkin (1922–2020), US-amerikanischer Experimentalphysiker
- Arthur Askey (1900–1982), britischer Komiker und Schauspieler
- Arthur Atkinson (1909–1983), englischer Fußballspieler
- Arthur Atta (* 2003), französisch-beninischer Fußballspieler
- Arthur Attwell (1920–1991), britischer Theologe; Bischof von Sodor und Man
- Arthur Auer (1932–2020), deutscher Politiker (CSU), MdL
- Arthur Austin (1902–1962), US-amerikanischer Wasserballspieler
- Arthur von Auwers (1838–1915), deutscher Astronom
- Arthur Aylesworth (1883–1946), US-amerikanischer Schauspieler
- Arthur Ayrault (1935–1990), US-amerikanischer Ruderer

#### B
- Arthur Baar (1890–1984), österreichisch-israelischer Fußballmanager
- Arthur Baarth (1858–1937), preußischer Verwaltungsjurist, Landrat und Politiker
- Arthur Babillotte (1887–1916), Journalist, Schriftsteller und Dramatiker
- Arthur Bachmann (1922–1983), Schweizer Politiker
- Arthur Bader (1926–2010), deutscher Journalist
- Arthur Baessler (1857–1907), deutscher Anthropologe und Forschungsreisender
- Arthur P. Bagby (1794–1858), US-amerikanischer Politiker der Demokratischen Partei in den Vereinigten Staaten
- Arthur Baghdassarjan (* 1968), armenischer Politiker, Ex-Präsident der Nationalversammlung (Armenien)
- Arthur Bahl (1893–1966), deutscher General der Polizei
- Arthur Baker (* 1955), US-amerikanischer DJ, Musikproduzent und Remixer
- Arthur James Balfour, 1. Earl of Balfour (1848–1930), britischer Politiker, Mitglied des House of Commons, Premierminister (1902–1905) und Außenminister (1916–1919)
- Arthur Ball (1894–1951), US-amerikanischer Kameramann und Filmtechnikpionier
- Arthur Ballin, deutscher kaufmännischer Angestellter und Politiker, MdHB
- Arthur Bally (1849–1912), Schweizer Unternehmer und Mäzen
- Arthur Bambridge (1861–1923), britischer Fußballspieler und Porträtmaler
- Arthur Barclay (1854–1938), Präsident von Liberia
- Arthur Barnard (1929–2018), US-amerikanischer Hürdenläufer
- Arthur K. Barnes (1909–1969), US-amerikanischer Science-Fiction-Autor
- Arthur Baron (1874–1944), österreichischer Architekt
- Arthur Barrow (* 1952), US-amerikanischer Rockmusiker, Bassist
- Arthur Bartels (1874–1925), deutscher Maler der Düsseldorfer Schule
- Arthur Bartels (* 1971), deutscher Mathematiker
- Arthur Bartels (1856–1937), preußischer Verwaltungsjurist und Landrat
- Arthur Barth (1858–1927), deutscher Chirurg und Hochschullehrer in Danzig
- Arthur Julius Barth (1878–1926), deutscher Maler und Graphiker
- Arthur Llewellyn Basham (1914–1986), britischer Indologe und Historiker
- Arthur Batanides (1922–2000), US-amerikanischer Schauspieler
- Arthur Laban Bates (1859–1934), US-amerikanischer Politiker
- Arthur Batut (1846–1918), französischer Fotograf und Luftbildpionier
- Arthur Bauchet (* 2000), französischer Para-Sportler
- Arthur Bauer (1858–1931), österreichischer Theaterschauspieler
- Arthur Bauer (1895–1959), deutscher Kaufmann und Alpinist
- Arthur O. Bauer (1942–2025), niederländischer Technikhistoriker und Autor
- Arthur Baumgarten (1884–1966), deutsch-schweizerischer Jurist und Rechtsphilosoph
- Arthur Baur (1915–2010), Schweizer Journalist und Sprachwissenschaftler
- Arthur Bavay (1840–1923), französischer Marinearzt, Herpetologe, Parasitologe und Malakologe
- Arthur Bayley (1865–1896), Goldsucher in Western Australia
- Arthur Beard (1879–1943), englischer Fußballspieler
- Arthur J. Beattie (1914–1996), britischer Altphilologe und Gräzist, Offizier und Hochschullehrer
- Arthur M. Beaupre (1853–1919), US-amerikanischer Journalist, Rechtsanwalt und Diplomat; Gesandter in Kolumbien, Argentinien, Niederlande, Luxemburg und Kuba
- Arthur Becker (1862–1933), deutscher Politiker (SPD), Gutsbesitzer und Landwirt
- Arthur Becker (1853–1933), deutscher Politiker
- Arthur Becker (1884–1967), deutscher Chemiker und Mitglied des Provinziallandtags der Provinz Hessen-Nassau
- Arthur Beer (1900–1980), österreichisch-tschechischer Astronom und Astrophysiker in England
- Arthur Behrsing (1873–1929), deutschbaltischer Literaturwissenschaftler und Übersetzer
- Arthur Beier (1880–1917), deutscher Fußballspieler (FC Phönix Karlsruhe)
- Arthur Beiser (* 1931), US-amerikanischer Physiker und Geophysiker
- Arthur Béliveau (1870–1955), kanadischer Geistlicher, römisch-katholischer Erzbischof von Saint-Boniface
- Arthur Bell (1876–1966), deutscher Landschafts-, Tier- und Genremaler der Düsseldorfer Schule
- Arthur Hornbui Bell (1891–1973), US-amerikanischer Kleinkünstler und Rassist, Grand Dragon des Ku-Klux-Klan in New Jersey
- Arthur Langtry Bell (1874–1956), britischer Bauingenieur
- Arthur Bensabat Benarus (1861–1926), portugiesischer Kaufmann und Fotograf
- Arthur Benda (1885–1969), deutscher Fotograf
- Arthur Bendrat (1872–1914), deutscher Maler, Zeichner, Lithograph und Illustrator
- Arthur Benjamin (1893–1960), britisch-australischer Pianist und Komponist
- Arthur T. Benjamin (* 1961), US-amerikanischer Mathematiker
- Arthur Benni (1839–1867), polnisch-britischer Revolutionär und Freiheitskämpfer
- Arthur Christopher Benson (1862–1925), englischer Essayist, Dichter und Schriftsteller
- Arthur Cleveland Bent (1866–1954), US-amerikanischer Ornithologe
- Arthur Benz (* 1954), deutscher Politikwissenschaftler und Hochschullehrer
- Arthur Berg (1889–1947), deutscher Hofbeamter
- Arthur Bergen (1875–1943), österreichischer Schauspieler und Filmregisseur
- Arthur Berger (1879–1958), deutscher Flugmotorkonstrukteur und Manager
- Arthur Asa Berger (* 1933), amerikanischer Medienwissenschaftler
- Arthur Ernst Berger (1882–1926), deutscher Bildhauer
- Arthur Victor Berger (1912–2003), US-amerikanischer Komponist, Musikpädagoge und -kritiker
- Arthur Berkun (1888–1954), deutscher Schriftsteller
- Arthur Bernède (1871–1937), französischer Schriftsteller, Dramatiker, Librettist und Journalist
- Arthur Henrique Bernhardt (* 1982), brasilianisch-italienischer Fußballspieler
- Arthur Bernstein, deutscher Musikverleger, Konzertdirektor und Konzertagent
- Arthur von Bernstorff (1808–1897), preußischer Verwaltungsbeamter, mecklenburgischer Landrat und Großgrundbesitzer
- Arthur Berry (1888–1953), englischer Fußballspieler
- Arthur Berson (1859–1942), deutscher Meteorologe
- Arthur Beverly (1822–1907), neuseeländischer Uhrmacher, Mathematiker und Astronom
- Arthur Beyer (1904–1982), Schweizer Grafiker und Maler
- Arthur Bialas (1930–2012), deutscher Fußballspieler
- Arthur Bieler (1921–2002), österreichisch-amerikanischer Romanist
- Arthur Bienenstock (* 1935), US-amerikanischer Physiker und ehemaliger Präsident der American Physical Society
- Arthur Bigge, 1. Baron Stamfordham (1849–1931), Privatsekretär der britischen Könige Victoria und Georg V.
- Arthur Bill (1916–2011), Schweizer Pädagoge und Organisator internationaler humanitärer Hilfe
- Arthur Binder (1919–1976), deutscher Schauspieler und Hörspielsprecher
- Arthur Binz (1868–1943), deutscher Chemiker und Hochschullehrer
- Arthur Biram (1878–1967), deutscher Philologe, Pädagoge und jüdischer Theologe
- Arthur Birch (1915–1995), australischer organischer Chemiker
- Arthur Birch (1875–1911), britischer Jockey
- Arthur Birch-Hirschfeld (1871–1945), deutscher Hochschullehrer, Professor für Augenheilkunde und Rektor der Universität Königsberg
- Arthur Bird (1856–1923), amerikanischer Komponist, Organist und Pianist
- Ulrich-Arthur Birk (* 1949), deutscher Arbeits- und Sozialrechtler
- Arthur Birkett (1875–1941), britischer Cricketspieler
- Arthur Bisguier (1929–2017), US-amerikanischer Großmeister im Schach
- Arthur Gary Bishop (1952–1988), US-amerikanischer Serienmörder
- Arthur Bitter (1821–1872), Schweizer Schriftsteller und Journalist
- Arthur Biyarslanov (* 1995), kanadischer Boxer
- Arthur Blake (1872–1944), US-amerikanischer Mittelstreckenläufer
- Arthur Blake (* 1966), US-amerikanischer Hürdenläufer
- Arthur Blank (1933–2005), Schweizer Automobilrennfahrer
- Arthur Blank (* 1942), US-amerikanischer Unternehmer
- Arthur Blaschnik (1821–1918), deutscher Landschaftsmaler
- Arthur Blaustein (1878–1942), deutscher Jurist, Nationalökonom und Hochschullehrer
- Arthur Blenkinsop (1911–1979), englischer Politiker (Labour), Mitglied des britischen Parlaments
- Arthur Blessitt (1940–2025), US-amerikanischer Evangelikaner und Wanderprediger
- Arthur F. Blinn (1883–1971), US-amerikanischer Tontechniker und Filmtechnikpionier
- Arthur Bliss (1891–1975), englischer Komponist
- Arthur Bloch (1882–1942), Schweizer Mordopfer
- Arthur Bloom (1942–2006), US-amerikanischer Fernsehregisseur und Gründer der Nachrichtensendung 60 Minutes
- Arthur Bloomfeld, deutscher Regattasegler
- Arthur Bluhm (1899–1962), deutscher Rabbiner
- Arthur Blumenthal (1874–1939), deutscher Gynäkologe
- Arthur Blyth (1823–1891), australischer Politiker, Premierminister von South Australia
- Arthur Blythe (1940–2017), US-amerikanischer Jazzmusiker
- Arthur E. R. Boak (1888–1962), kanadischer Althistoriker
- Arthur Bock (1875–1957), deutscher Bildhauer
- Arthur Böckenhauer (1899–1953), deutscher Politiker (NSDAP), MdR und SA-Führer
- Arthur von Bodenhausen (1859–1914), sächsischer Generalmajor
- Arthur von Bodenhausen (1860–1936), Kammerherr, Rittmeister und Mitglied des Provinziallandtages der Provinz Hessen-Nassau
- Arthur Bodenmüller, deutscher Skisportler
- Arthur Boehm-Tettelbach (1875–1952), deutscher Offizier, Rechtsextremist und Honorarprofessor
- Arthur Boettcher (1831–1889), deutsch-baltischer Mediziner
- J. Arthur Bohlig (1879–1975), deutscher Architekt
- Arthur Böhme (1878–1962), deutscher Mediziner
- Arthur Bohnhardt (1896–1980), deutscher Dirigent und Geiger
- Arthur Boka (* 1983), ivorischer Fußballspieler
- Arthur von Bolfras (1838–1922), österreichischer Generaloberst
- Arthúr Bollason (* 1950), isländischer Journalist, Schriftsteller und Übersetzer
- Arthur Bollert (1870–1951), deutscher Verwaltungsbeamter und -richter
- Arthur Boltze (1878–1954), deutscher Generalleutnant
- Arthur Bonus (1864–1941), evangelischer Pfarrer, Vertreter eines germanisierten Christentums
- Arthur Booth (1840–1916), deutscher Kaufmann
- Arthur Bopp (1860–1928), württembergischer Generalmajor
- Arthur I. Boreman (1823–1896), US-amerikanischer Politiker
- Arthur Bork (* 1892), deutscher SS-Führer
- Arthur Bornstein (1881–1932), deutscher Pharmakologe
- Arthur Borren (* 1949), neuseeländischer Hockeyspieler
- Arthur von Bose (1838–1898), sächsischer Amtshauptmann
- Arthur Radcliffe Boswell (1838–1925), kanadischer Politiker und 24. Bürgermeister von Toronto
- Arthur Bothe (1891–1981), deutscher Architekt
- Arthur von Bothwell (1821–1904), preußischer Artillerie- und Marineoffizier und Lokalpolitiker
- Arthur Böttgen (* 1919), deutscher Fußballspieler
- Arthur Böttner (1887–1947), deutscher Internist
- Arthur Bottomley (1907–1995), britischer Politiker (Labour), Mitglied des Parlaments und Minister
- Arthur Boucot (1924–2017), US-amerikanischer Paläontologe
- Arthur Bowler (* 1950), schweizerisch-US-amerikanischer Autor, Theologe, Referent und Filmsprecher
- Arthur Boyd (1920–1999), australischer Maler, Keramiker und Grafiker
- Arthur Brand (1870–1943), preußischer Zivilrichter und Beamtenrechtskommentator
- Arthur Brandt (1887–1967), deutscher General
- Arthur Brandt (1893–1989), deutscher Rechtsanwalt und Strafverteidiger
- Arthur Brant (1910–2002), kanadischer Geophysiker, Eishockeyspieler und -trainer
- Arthur Brasgalla (1903–1989), US-amerikanischer Militär
- Arthur von Brauer (1845–1926), badischer Politiker
- Arthur Braunschweig, deutscher Maler und Grafiker
- Arthur Brauss (* 1936), deutscher Schauspieler und Synchronsprecher
- Arthur Breed (1865–1953), US-amerikanischer Politiker
- Arthur Brehmer (1858–1924), österreichischer Journalist und Schriftsteller
- Arthur von Breitenbuch (1831–1909), deutscher königlich-preußischer Kammerherr und Landrat des preußischen Kreises Ziegenrück
- Arthur Breitwieser (1910–1978), deutscher SS-Oberscharführer im KZ Auschwitz
- Arthur Bremer (* 1950), US-amerikanischer Attentäter
- Arthur Bressan (1943–1987), US-amerikanischer Filmregisseur und Filmproduzent
- Arthur Bretschneider (1886–1949), deutscher liberaler Politiker (FVP, DDP, DStP, LDPD)
- Arthur Breusing (1818–1892), deutscher Navigationslehrer, MdBB
- Arthur Breycha (1826–1885), österreichischer Beamter und Politiker, Landtagsabgeordneter
- Arthur Breycha-Vauthier (1903–1986), österreichischer Diplomat
- Arthur Bridgett (1882–1954), englischer Fußballspieler
- Arthur von Briesen (1891–1981), deutscher Generalmajor der Wehrmacht im Zweiten Weltkrieg
- Arthur von Brietzke (1848–1930), preußischer General der Infanterie
- Arthur Briggs (1901–1991), US-amerikanischer Trompeter, Orchesterleiter und Jazzmusiker
- Arthur Brill (1883–1956), deutscher Politiker (SPD); SPD-Vorsitzende in Danzig (1921–1936) und Volkstagsabgeordneter
- Arthur Brocke (1884–1933), deutscher Bauingenieur, Beigeordneter der Stadt Mülheim an der Ruhr
- Arthur Brockhaus (1927–2014), deutscher Chemiker
- Arthur von Broecker (1846–1915), deutscher Theologe
- Arthur Brooke († 1563), englischer Dramatiker und Übersetzer
- Arthur Brooks, US-amerikanischer Jazzmusiker (Trompete) und Hochschullehrer
- Arthur C. Brooks (* 1964), US-amerikanischer Wirtschafts-, Politikwissenschaftler, Soziologe und Sachbuchautor
- Arthur Brown (* 1942), britischer Rocksänger
- Arthur Brown (1843–1906), US-amerikanischer Politiker
- Arthur E. Brown (* 1929), US-amerikanischer General der US Army
- Arthur Roy Brown (1893–1944), kanadischer Jagdflieger
- Arthur Whitten Brown (1886–1948), britischer Flugpionier und Navigator des ersten Non-Stop-Flugs über den Atlantik
- H. Arthur Brown (1906–1992), US-amerikanischer Dirigent
- Arthur Brückner (1877–1975), deutscher Ophthalmologe
- Arthur Brunhart (* 1952), liechtensteinischer Historiker und Politiker
- Arthur Brunsich von Brun (1845–1938), preußischer General der Infanterie
- Arthur Brusenbauch (1881–1957), österreichischer Maler
- Arthur Bryks (* 1894), chassidischer Maler und Buchillustrator
- Arthur Budau (1856–1923), österreichischer Hydrotechniker und Hochschullehrer
- Arthur von Buddenbrock (1850–1929), deutscher Gutsbesitzer und Politiker, MdR
- Arthur Francis Buddington (1890–1980), US-amerikanischer Petrologe
- Arthur Henry Reginald Buller (1874–1944), kanadisch-britischer Botaniker und Mykologe
- Arthur Allman Bullock (1906–1980), englischer Botaniker
- Arthur Bülow (1901–1988), deutscher Ministerialbeamter und Rechtswissenschaftler
- Arthur Bunde (* 1876), preußischer Verwaltungsbeamter
- Arthur Burkhardt (1857–1918), deutscher Ingenieur und Konstrukteur
- Arthur Burkhardt (1905–1990), deutscher Ingenieur und Manager
- Arthur J. Burks (1898–1974), US-amerikanischer Marineoffizier und Schriftsteller
- Arthur W. Burks (1915–2008), US-amerikanischer Computerpionier
- Arthur Coke Burnell (1840–1882), englischer Lehrer von Sanskrit
- Arthur F. Burns (1904–1987), US-amerikanischer Ökonom und Diplomat
- Arthur Busch (1900–1982), deutscher Politiker (SPD), MdHB, MdB
- Arthur Butler (1892–1975), englischer Fußballspieler
- Arthur Gardiner Butler (1844–1925), britischer Ornithologe, Entomologe und Arachnologe
- Arthur Lennox Butler (1873–1939), britischer Ornithologe, Naturforscher, Kurator am Muzium Negeri Terengganu und Leiter eines Wildtier-Reservats im Sudan
- Arthur Butterworth (1923–2014), britischer Komponist, Dirigent und Musikpädagoge
- Arthur Büttner (1859–1933), deutscher Schriftsteller
- Arthur Butz (* 1933), US-amerikanischer Elektroingenieur und Dozent, Holocaustleugner
- Arthur von Buxhoeveden (1882–1964), deutsch-baltischer Baron, Oberst und Freiheitskämpfer in Estland
- Arthur Buzello (1890–1967), deutscher Mediziner
- Arthur Byron (1872–1943), US-amerikanischer Schauspieler

#### C
- Arthur Cabral (* 1998), brasilianischer Fußballspieler
- Arthur Caesar (1892–1953), rumänisch-US-amerikanischer Drehbuchautor
- Arthur Caille, US-amerikanischer Erfinder
- Arthur Calame (1843–1919), Schweizer Landschaftsmaler, Vedutenmaler und Marinemaler sowie Illustrator der Düsseldorfer Schule
- Arthur Calwell (1896–1973), australischer Politiker
- Arthur Candy (1934–2019), neuseeländischer Radrennfahrer
- Arthur Canet (* 2004), französischer Beachvolleyballspieler
- Arthur Graves Canfield (1859–1947), US-amerikanischer Romanist und Literaturwissenschaftler
- Arthur Capell, 1. Baron Capell of Hadham (1604–1649), englischer Adliger, Politiker und Militär
- Arthur Caplan (* 1950), US-amerikanischer Bioethiker und Hochschullehrer
- Arthur Capper (1865–1951), US-amerikanischer Politiker
- Arthur Carius (1884–1970), deutscher Architekt
- Arthur Carnell (1862–1940), britischer Sportschütze
- Arthur Comyns Carr (1882–1965), britischer Politiker und Jurist
- Arthur Carron (1900–1967), englischer Opernsänger (Tenor)
- Arthur Casagrande (1902–1981), österreichisch-amerikanischer Bodenmechaniker, Geotechniker und Bauingenieur
- Arthur Castrén (1866–1946), finnischer Politiker, Mitglied des Reichstags und Minister
- Arthur Catterall (1883–1943), englischer Geiger, Dirigent und Musikpädagoge
- Arthur Cave (1883–1948), irischer Badmintonspieler
- Arthur Cayley (1821–1895), englischer Mathematiker
- Arthur Cazaux (* 2002), französischer Tennisspieler
- Arthur Celeste (* 1962), philippinischer Politiker und Geschäftsmann
- Arthur Chambers (1846–1923), englischer Boxer in der Bare-knuckle-Ära
- Arthur Champernowne († 1578), englischer Politiker und Militär
- Arthur Champion, Baron Champion (1897–1985), britischer Politiker, Mitglied des House of Commons
- Arthur Chandler (1895–1984), englischer Fußballspieler
- Arthur Adalbert Chase, britischer Bahnradsportler
- Arthur Chaskalson (1931–2012), südafrikanischer Jurist und Richter am Verfassungsgericht der Republik Südafrika
- Arthur B. Chatelain (1896–1952), US-amerikanischer Filmtechniker und Erfinder bei 20th Century Fox
- Arthur Chaussy (1880–1945), französischer Politiker
- Arthur Chaves (* 2001), brasilianischer Fußballspieler
- Arthur Chenevière (1822–1908), Schweizer Bankier und Politiker
- Arthur Chichester, 1. Baron Chichester (1563–1625), englischer Seefahrer und Administrator in Irland
- Arthur Chichester, 3. Baronet († 1718), britischer Politiker, Mitglied des House of Commons
- Arthur Chichester, 7. Baronet (1790–1842), britischer Adliger
- Arthur Chichester, 8. Baronet (1822–1898), britischer Adliger
- Arthur Chitz (1882–1944), Musikwissenschaftler
- Arthur Christensen (1875–1945), dänischer Orientalist
- Arthur Chung (1918–2008), guyanischer Politiker (parteilos)
- Arthur Chuquet (1853–1925), französischer Historiker
- Arthur Herbert Church (1834–1915), britischer Autor, Maler und Chemiker
- Arthur Ciaramicoli, US-amerikanischer klinischer Psychologe
- Arthur Cipriani (1875–1945), Politiker und Gewerkschaftsführer im kolonialen Trinidad und Tobago
- Arthur Cissé (* 1996), ivorischer Sprinter
- Arthur Clairon d’Haussonville (1866–1913), deutscher Verwaltungsbeamter und Parlamentarier
- Arthur Clark (1900–1979), britischer Langstreckenläufer
- Arthur C. Clarke (1917–2008), britischer Science-Fiction-Schriftsteller
- Arthur Clees (* 2002), luxemburgischer Jazzmusiker (Vibraphon, Komposition)
- Arthur-Edmund Clément (* 1859), Fotograf
- Arthur Hugh Clough (1819–1861), britischer Schriftsteller
- Arthur Byron Coble (1878–1966), US-amerikanischer Mathematiker
- Arthur Coburn, US-amerikanischer Filmeditor
- Arthur Cockfield (1916–2007), britischer Politiker
- Arthur Cohen (1864–1940), deutscher Volkswirt (Nationalökonom), Hochschullehrer und Fachautor
- Arthur Cohen (1830–1914), englischer Rechtsanwalt und Politiker (Liberal Party), Mitglied des House of Commons
- Arthur Cohn (* 1927), Schweizer Filmproduzent
- Arthur Cohn (1862–1926), deutscher Rabbiner
- Arthur Philemon Coleman (1852–1939), kanadischer Geologe
- Arthur Colgan (* 1946), US-amerikanischer Ordensgeistlicher und römisch-katholischer Weihbischof in Chosica
- Arthur A. Collins (1909–1987), US-amerikanischer Unternehmer
- Arthur J. Collins (* 1931), britischer Diplomat
- Arthur S. Collins Jr. (1915–1984), US-amerikanischer Offizier, Generalleutnant der US-Army
- Arthur Leycester Scott Coltman (1938–2003), britischer Diplomat
- Arthur St. Clair Colyar (1818–1907), US-amerikanischer Jurist, Zeitungsherausgeber, Geschäftsmann und Politiker
- Arthur Messinger Comey (1861–1933), US-amerikanischer Chemiker und Hochschullehrer
- Arthur Holly Compton (1892–1962), US-amerikanischer Physiker und Nobelpreisträger 1927
- Arthur L. Conger (1872–1951), US-amerikanischer Soldat, Theosoph und Präsident der Theosophischen Gesellschaft in Amerika (TGinA)
- Arthur Coningham, neuseeländischer Offizier der Royal Air Force, zuletzt Air Marshal
- Arthur Conley (1946–2003), US-amerikanischer Soul-Sänger
- Arthur of Connaught (1883–1938), Mitglied der britischen Königsfamilie und Generalgouverneur in Südafrika (1920–1923)
- Arthur Conolly (1807–1842), britischer Militär und Diplomat
- Arthur Conrad (1910–1948), deutscher Mitarbeiter im Kommandanturstab des KZ Ravensbrück
- Arthur Conradi (1813–1868), württembergischer Kaufmann in Stuttgart, Landtagsabgeordneter
- Arthur Conti (* 2004), britischer Schauspieler
- Arthur William Conway (1875–1950), irischer Mathematiker und Physiker
- Arthur Cook (1928–2021), US-amerikanischer Sportschütze
- Arthur Bernard Cook (1868–1952), britischer Klassischer Archäologe und Religionswissenschaftler
- Arthur W. Coolidge (1881–1952), US-amerikanischer Politiker
- Arthur Cooper (* 1952), Sprinter aus Trinidad und Tobago
- G. Arthur Cooper (1902–2000), US-amerikanischer Paläontologe
- Arthur C. Cope (1909–1966), US-amerikanischer Chemiker und Professor für organische Chemie
- Arthur Stockdale Cope (1857–1940), englischer Porträtmaler
- Arthur Herbert Copeland (1898–1970), US-amerikanischer Mathematiker
- Arthur Cornforth (1861–1938), US-amerikanischer Politiker
- Arthur Coulin (1869–1912), rumänischer Maler und Grafiker
- Arthur Byron Cover (* 1950), amerikanischer Science-Fiction-Autor
- Arthur Covington (1913–2001), kanadischer Physiker
- Arthur Cox (* 1939), englischer Fußballtrainer
- Arthur Crabtree (1900–1975), britischer Filmregisseur und Kameramann
- Arthur G. Crane (1877–1955), US-amerikanischer Politiker (Republikanische Partei)
- Arthur Cravan, britischer Dichter
- Arthur Crier (1935–2004), US-amerikanischer Musiker
- Arthur Crispien (1875–1946), deutscher Politiker (SPD), MdR
- Arthur John Cronquist (1919–1992), US-amerikanischer Botaniker
- Arthur Crudup (1905–1974), US-amerikanischer Blues-Gitarrist und Sänger
- Arthur Cumming (1889–1914), britischer Eiskunstläufer
- Arthur J. Cummings (1882–1957), britischer Journalist
- Arthur de Cumont (1818–1902), französischer Politiker, Mitglied der Nationalversammlung
- Arthur Cunningham (1928–1997), US-amerikanischer Komponist
- Arthur Currie (1875–1933), kanadischer General
- Arthur Robertson Cushny (1866–1926), schottischer Pharmakologe und Physiologe
- Arthur Czadzeck (1929–2018), deutscher FDGB-Funktionär und SED-Funktionär
- Arthur Czellitzer (1871–1943), deutscher Arzt
- Arthur Czwalina (1884–1964), deutscher Mathematikhistoriker

#### D
- Arthur Daehnke (1872–1932), deutscher Amtsrichter und Offizier
- Arthur Dahlke (1887–1952), deutscher Politiker (USPD/SED), Informant des Ostbüros der SPD
- Arthur Dähn (1907–2004), deutscher Architekt, Stadtplaner und Baubeamter
- Arthur Dake (1910–2000), US-amerikanischer Schachspieler
- Arthur Dannenberg (1865–1946), deutscher Geologe
- Arthur C. Danto (1924–2013), US-amerikanischer Philosoph und Kunstkritiker
- Arthur Ernesto Darboven (* 1964), deutscher Unternehmer
- Arthur Darvill (* 1982), britischer Schauspieler
- Arthur Dathe von Burgk (1823–1897), deutscher Montanunternehmer und Politiker
- Arthur B. Davies (1862–1928), US-amerikanischer Maler
- Arthur Davison (1918–1992), kanadischer Geiger und Dirigent
- Arthur Louis Day (1869–1960), US-amerikanischer Geologe
- Arthur De Cabooter (1936–2012), belgischer Radrennfahrer
- Arthur De Greef (1862–1940), belgischer Pianist und Komponist
- Arthur De Greef (* 1992), belgischer Tennisspieler
- Arthur De Sloover (* 1997), belgischer Hockeyspieler
- Arthur Dearborn (1886–1941), US-amerikanischer Diskuswerfer
- Arthur Dee (1579–1651), Alchemist und okkulter Schriftsteller
- Arthur Deetz (1826–1897), deutscher Theaterschauspieler, -regisseur und -intendant
- Arthur Degner (1888–1972), deutscher Maler und Grafiker
- Arthur Deicke (1882–1958), Konstrukteur von Motoren, Motorrädern, Flugzeugen und Schnellbooten
- Arthur Delfosse (1883–1956), deutscher Flug- und Automobilpionier
- Arthur Demling (* 1948), US-amerikanischer Fußballspieler
- Arthur Jeffrey Dempster (1886–1950), kanadisch-US-amerikanischer Physiker
- Arthur P. Dempster (* 1929), US-amerikanischer mathematischer Statistiker und Hochschullehrer
- Arthur Dendy (1865–1925), britischer Zoologe
- Arthur Dennis (1846–1920), US-amerikanischer Politiker
- Arthur A. Denny (1822–1899), US-amerikanischer Politiker
- Arthur Desmas (* 1994), französischer Fußballtorhüter
- Arthur Granville Dewalt (1854–1931), US-amerikanischer Politiker
- Arthur Dewar, Lord Dewar (1860–1917), schottischer Politiker
- Arthur Geoffrey Dickens (1910–2001), englischer Historiker
- Arthur Dickinson (1851–1930), englischer Fußballtrainer
- Arthur von Dietlein (1852–1917), preußischer Generalleutnant
- Arthur Dietrich (1875–1932), Oberbürgermeister in Naumburg (Saale)
- Arthur Dietzsch (1901–1974), deutscher Kapo im Block 46 des KZ Buchenwald
- Arthur van Dijk (* 1963), niederländischer Politiker und Kommissar des Königs
- Arthur Dillon (1750–1794), französischer General
- Arthur Dinaux (1795–1864), französischer Schriftsteller und Historiker
- Arthur von Diossy (1889–1940), österreichischer Schauspieler
- Arthur Dittlmann (* 1958), deutscher Hörfunkmoderator, Featureautor und bairischer Mundartmusiker
- Arthur Dix (1875–1935), deutscher Ökonom und Geopolitiker
- Arthur Dizier (1919–1945), belgischer Widerstandskämpfer gegen den Nationalsozialismus
- Arthur Dobat (* 1939), deutscher Fußballspieler
- Arthur Dobbs (1689–1765), irischer Entdecker und Politiker
- Arthur Dobsky (1879–1926), deutscher Autor
- Arthur Dobson (1914–1980), britischer Autorennfahrer
- Arthur Dudley Dobson (1841–1934), neuseeländischer Vermesser und Ingenieur
- Arthur Dölitzsch (1819–1900), deutscher Jurist und Politiker
- Arthur Dom (1903–1996), deutsch-niederländischer Motorradrennfahrer und Ingenieur
- Arthur J. Dommen (1934–2005), US-amerikanischer Journalist und Agrarökonom
- Arthur Domscheit (1914–2006), deutscher Politiker (CDU), MdBB
- Arthur Donaldson (1734–1797), US-amerikanischer Schiffsbauer und Erfinder
- Arthur Dong (* 1953), US-amerikanischer Filmproduzent, Filmregisseur, Drehbuchautor und Filmeditor
- Arthur Doodson (1890–1968), britischer Ozeanograph
- Arthur Dorward (1848–1934), britischer General
- Arthur Garfield Dove (1880–1946), US-amerikanischer Maler
- Arthur Wesley Dow (1857–1922), amerikanischer Landschaftsmaler und Kunsttheoretiker
- Arthur Ernest Dowden (1894–1979), britischer Diplomat
- Arthur Dowler (1895–1963), britischer Generalleutnant
- Arthur Downes (1883–1956), britischer Segler
- Arthur Doyle (1944–2014), US-amerikanischer Jazzmusiker (Saxophon, Flöte, Gesang)
- Arthur Conan Doyle (1859–1930), britischer Arzt und Schriftsteller
- Arthur Drakeford (1878–1957), australischer Politiker und Minister
- Arthur Harold Finch Drakeford (1904–1959), australischer Politiker
- Arthur Drechsler (1882–1922), deutscher Politiker (SPD, USPD), MdL
- Arthur Dreifuss (1908–1993), deutscher Filmregisseur und -produzent sowie Drehbuchautor
- Arthur Drewry (1891–1961), britischer Fußball-Funktionär, FIFA-Präsident
- Arthur Drews (1865–1935), deutscher Philosoph und Schriftsteller
- Arthur Drews (1884–1964), preußischer Landrat
- Arthur Drey (1890–1965), Lyriker, Dramatiker, Essayist
- Arthur Dreyer (1870–1943), deutscher Orthopäde und NS-Opfer
- Arthur Duarte (1895–1982), portugiesischer Schauspieler und Filmregisseur
- Arthur-Xavier Ducellier (1832–1893), französischer Bischof
- Arthur Antony Duff (1920–2000), britischer Botschafter
- Arthur Duffey (1879–1955), US-amerikanischer Sprinter
- Arthur von Duniecki, österreichischer Schauspieler und Regisseur bei Bühne und Film
- Arthur Dunkel (1932–2005), Schweizer Ökonom, Generaldirektor des GATT
- Arthur Dupont (* 1985), französischer Schauspieler
- Arthur Duray (1882–1954), französisch-US-amerikanischer Automobilrennfahrer
- Arthur Dürig (1903–1978), Schweizer Architekt
- Arthur Dürst (1926–2000), Schweizer Geograph und Kartenhistoriker

#### E
- Arthur Stanley Eddington (1882–1944), britischer Astrophysiker
- Arthur Jerome Eddy (1859–1920), US-amerikanischer Kunstsammler und -kritiker sowie Rechtsanwalt
- Arthur Eden (1899–1977), deutscher Kunstmaler
- Arthur Edeson (1891–1970), US-amerikanischer Kameramann
- Arthur Edgehill (1926–2024), US-amerikanischer Jazzmusiker (Schlagzeug)
- Arthur Cecil Edwards (1881–1953), Autor eines Standardwerks über den Perserteppich
- Arthur Egerton (1891–1957), kanadischer Organist, Chorleiter, Komponist und Musikpädagoge
- Arthur Eggeling (1854–1920), Theaterschauspieler und -regisseur
- Arthur Egidi (1859–1943), deutscher Organist, Komponist und Musikpädagoge
- Arthur Ehlert, deutscher Verwaltungsjurist und Landrat
- Arthur Ehrens (1879–1919), Theater- und Stummfilmschauspieler
- Arthur Ehrhardt (1896–1971), deutscher Offizier, Militärschriftsteller, Übersetzer und politischer Publizist
- Arthur Ehringhaus (1889–1948), deutscher Mineraloge
- Arthur Eichengrün (1867–1949), deutscher Chemiker und Unternehmer
- Arthur Eisenmenger (1914–2002), deutscher Grafiker, Chef-Grafiker der EU, Entwickler des Eurozeichens
- Arthur Elgort (* 1940), amerikanischer Fotograf
- Arthur Elias (* 1981), brasilianischer Fußballtrainer
- Arthur Edward Ellis (1914–1999), englischer Fußballschiedsrichter
- Arthur William Mickle Ellis (1883–1966), britisch-kanadischer Mediziner
- Arthur Eloesser (1870–1938), deutscher Literaturwissenschaftler und Journalist
- Arthur Emerson (1893–1975), US-amerikanischer Marineoffizier
- Arthur Emmerlich (1907–1942), deutscher Widerstandskämpfer gegen den Nationalsozialismus
- Arthur Engel (1928–2022), deutscher Mathematikpädagoge
- Arthur Engelbert (* 1951), deutscher Medienwissenschaftler
- Arthur Engler (1917–1990), deutscher Politiker (CDU), MdL
- Arthur B. English († 1938), kanadischer Henker
- Arthur Engoron, US-amerikanischer Richter
- Arthur Enk (1894–1976), deutscher Politiker (CDU), MdB
- Arthur von Enzenberg (1841–1925), österreichischer Verwaltungsjurist and Münzsammler
- Arthur Epperlein (1919–1995), deutscher Autor und Cartoonist
- Arthur von Eppinghoven (1852–1940), deutsch-belgischer Adliger
- Arthur zu Erbach-Erbach und von Wartenberg-Roth (1849–1908), Abgeordneter der Ersten Kammer der Landstände (Hessen)
- Arthur Erdélyi (1908–1977), ungarisch-britischer Mathematiker
- Arthur Erickson (1924–2009), kanadischer Architekt
- Arthur Esche (1857–1940), deutscher Jurist, Hochschullehrer und Politiker (NLP), MdR
- Arthur Espiritu (* 1982), philippinisch-US-amerikanischer Opernsänger der Stimmlage Tenor
- Arthur Essing (1905–1970), deutscher Radrennfahrer
- Arthur Etterich (1894–1960), deutscher Politiker (NSDAP), MdR und SA-Führer
- Arthur Fritz Eugens (1930–1944), deutscher Schauspieler und Kinderdarsteller
- Arthur Eugster (1863–1922), Schweizer Pfarrer, Kantonsrat, Regierungsrat und Nationalrat
- Arthur Eulert (1890–1946), deutscher Architekt, Maler und Radierer
- Arthur Evans (1851–1941), britischer Archäologe
- Arthur Stewart Eve (1862–1948), englischer Physiker
- Arthur Everitt (1872–1952), britischer Degenfechter
- Arthur Ewert (1890–1959), deutscher Politiker (SPD, KPD), MdR
- Arthur Eysoldt (1832–1907), deutscher Jurist und liberaler Politiker, MdR, MdL (Königreich Sachsen)

#### F
- Arthur Fadden (1894–1973), australischer Politiker und Premierminister
- Arthur Fagen (* 1951), US-amerikanischer Dirigent
- Arthur Fairbanks (1864–1944), amerikanischer Klassischer Archäologe
- Arthur von Falkenhayn (1857–1929), deutscher Jurist und Politiker
- Arthur Farh (* 1972), liberianischer Fußballspieler
- Arthur Farquhar (1815–1908), britischer Admiral
- Arthur Farwell (1872–1952), US-amerikanischer Komponist
- Arthur Fauser (1911–1990), deutscher Maler
- Arthur Feichter (* 1943), italienischer Politiker (SVP)
- Arthur Feiler (1879–1942), deutscher Wirtschaftsjournalist
- Arthur Silva Feitoza (* 1995), brasilianischer Fußballspieler
- Arthur Feldmann (1926–2012), österreichischer Autor
- Arthur Felix (1887–1956), Bakteriologe
- Arthur Fellig (1899–1968), US-amerikanischer Fotograf
- Arthur Fenner (1745–1805), US-amerikanischer Politiker
- Arthur Ferrante (1921–2009), US-amerikanischer Pianist
- Arthur Fery (* 2002), britischer Tennisspieler
- Arthur Feudel (1857–1929), deutsch-amerikanischer Maler
- Arthur Fickenscher (1871–1954), US-amerikanischer Komponist
- Arthur Ficzko (* 1950), österreichischer Arbeiterkammerfunktionär und Politiker (SPÖ), Landtagsabgeordneter der Steiermark
- Arthur Fiedler (1894–1979), US-amerikanischer Dirigent und Violinist
- Arthur Fields (1888–1953), US-amerikanischer Jazz-Sänger
- Arthur Fils (* 2004), französischer Tennisspieler
- Arthur Findlay (1883–1964), britischer Makler und Börsenfachmann sowie Spiritualist
- Arthur Fischer (1872–1948), deutscher Maler
- Arthur Fischer (1942–2021), deutscher Psychologe
- Arthur Fischer-Colbrie (1895–1968), Schriftsteller und Beamter am Oberösterreichischen Landesmuseum
- Arthur Maurice Fishberg (1898–1992), US-amerikanischer Mediziner
- Arthur Fitger (1840–1909), deutscher Maler und Dichter
- Arthur Philipp Flechtner (1858–1936), preußischer Generalmajor
- Arthur Flemming (1905–1996), US-amerikanischer Politiker
- Arthur George Murchison Fletcher (1878–1954), britischer Kolonialgouverneur
- Arthur Floyer-Acland (1885–1980), britischer Generalleutnant
- Arthur Foehl († 1948), Zoologe und Wildtier-Sammler
- Arthur Foljambe, 2. Earl of Liverpool (1870–1941), Generalgouverneur von Neuseeland
- Arthur Fonjallaz (1875–1944), Schweizer Oberst, Politiker der Frontenbewegung
- Arthur Foote (1853–1937), US-amerikanischer Komponist
- Arthur B. Ford (* 1932), US-amerikanischer Geologe und Polarforscher
- Arthur Forissier (* 1994), französischer Triathlet
- Arthur Fedor Förster (1866–1939), deutscher Maler
- Arthur Foulkes (* 1928), bahamaischer Politiker, Generalgouverneur der Bahamas
- Arthur Fox (1878–1958), US-amerikanischer Fechter
- Arthur Francke (1867–1941), deutscher Unternehmer und Kommunalpolitiker
- Arthur Francken, deutscher Fußballspieler
- Arthur Franke (1909–1992), deutscher Generalleutnant (NVA)
- Arthur von Franquet (1854–1931), deutscher Unternehmer, Kunstsammler und -mäzen in Braunschweig
- Arthur Franz (1881–1963), deutscher Romanist
- Arthur Franz (1920–2006), US-amerikanischer Schauspieler
- Arthur Franzetti, österreichischer Gesangskomiker, Schauspieler und Bühnenschriftsteller
- Arthur M. Free (1879–1953), US-amerikanischer Politiker
- Arthur Freed (1894–1973), US-amerikanischer Musicalproduzent und Liedertexter
- Arthur J. Freeman (1930–2016), US-amerikanischer Physiker
- Arthur Frey (1897–1955), Schweizer Politiker
- Arthur von Freymann (1901–1978), deutscher Geiger und Dirigent
- Arthur Freymond (1879–1970), Schweizer Politiker (FDP)
- Arthur Friedenreich (1892–1969), brasilianischer Fußballspieler
- Arthur Friedheim (1859–1932), russisch-deutscher Pianist und Komponist
- Arthur Frischknecht (1936–2000), Schweizer Radrennfahrer
- Arthur Atwater Frost (1909–2002), US-amerikanischer Chemiker
- Arthur Fry (* 1931), US-amerikanischer Erfinder und Wissenschaftler
- Arthur Fryatt (1905–1968), englischer Fußballspieler
- Arthur Franklin Fuller (1880–1953), US-amerikanischer Autor, Komponist und Diskriminierungsgegner
- Arthur Fulton (1887–1972), britischer Sportschütze
- Arthur von Fumetti (1890–1968), deutscher Jurist und Politiker (VRP), MdL, Minister
- Arthur Furer (1924–2013), Schweizer Musiker und Komponist
- Arthur Furze (1903–1982), britischer Langstreckenläufer
- Arthur Fussy (* 1979), österreichischer Komponist und Musiker

#### G
- Arthur von Gabain (1860–1939), deutscher General der Infanterie
- Arthur Gabriel (1865–1924), deutscher Arzt und medizinischer Schriftsteller
- Arthur Gaebelein (1891–1964), deutscher Fußballspieler
- Arthur Johannes Gaitzsch (1879–1951), deutscher Jurist und Kommunalpolitiker
- Arthur Galiandin (* 1960), deutscher Schauspieler russischer Herkunft
- Arthur Galliner (1878–1961), deutsch-britischer Maler und Kunsthistoriker
- Arthur Ganson (* 1955), US-amerikanischer Künstler
- Arthur Gardner (1910–2014), US-amerikanischer Film- und Fernsehproduzent und Schauspieler
- Arthur Garner, australischer Schauspieler und Theaterunternehmer englischer Herkunft
- Arthur Garton (1889–1948), britischer Ruderer
- Arthur Gaskin (* 1985), irischer Squashspieler
- Arthur Gatter (1940–1990), deutscher Serienmörder
- Arthur von Gaudy (1842–1924), preußischer Generalleutnant
- Arthur von Gayl (1828–1889), preußischer Generalmajor
- Arthur Gehlert (1833–1904), deutscher Kaufmann, Unternehmer, Politiker (MdR) und Schachkomponist
- Arthur Geiss (1903–1982), deutscher Motorradrennfahrer
- Arthur von Geldern-Crispendorf (1871–1962), deutscher Parlamentarier und Rittergutsbesitzer im Fürstentum Reuß älterer Linie
- Arthur George (1915–2013), australischer Rechtsanwalt
- Arthur Georges (1909–1944), belgischer römisch-katholischer Geistlicher und Märtyrer
- Arthur Georgi (1843–1900), deutscher Bankier, Unternehmer und Politiker (NLP), MdL (Königreich Sachsen)
- Arthur Georgi junior (1902–1970), deutscher Verlagsbuchhändler
- Arthur Georgi senior (1865–1945), deutscher Verlagsbuchhändler
- Fred-Arthur Geppert (1925–1999), deutscher Schauspieler und Synchronsprecher
- Arthur Gerick (1888–1967), deutscher Politiker (SPD), MdL Freie Stadt Danzig
- Arthur Gerlach (1890–1968), deutscher Ingenieur und Marineoffizier, zuletzt Konteradmiral der Kriegsmarine
- Arthur von Gerlach (1876–1925), deutscher Film- und Theaterregisseur
- Arthur Gerlt (1903–1996), deutscher Widerstandskämpfer, Bürgermeister in Bemerode bei Hannover
- Arthur Germershausen (1849–1913), preußischer Verwaltungsjurist, Landrat, Richter am Oberverwaltungsgericht
- Arthur Gerstner, Schweizer Anglist
- Arthur Gestering (1874–1959), Bezirksamtsvorstand in Ansbach
- Arthur Giesl von Gieslingen (1857–1935), österreichischer Feldmarschalleutnant
- Arthur von Gillern (1855–1916), preußischer Generalleutnant
- Arthur Gilson (1915–2004), belgischer Politiker
- Arthur Girard de Soucanton (1813–1884), estländischer Unternehmer und Politiker
- Arthur Giry (1848–1899), französischer Diplomatiker und Historiker
- Arthur Ernst Glasewald (1861–1926), Philatelist und Chronist der Stadt Gößnitz
- Arthur Gloy (1867–1934), deutscher Gymnasiallehrer und Heimatforscher
- Arthur de Gobineau (1816–1882), französischer Diplomat und Schriftsteller
- Arthur Goddard (1878–1956), englischer Fußballspieler
- Arthur Godel (* 1946), Schweizer Kulturjournalist
- Arthur Godfrey (1903–1983), US-amerikanischer Radio- und Fernseh-Moderator
- Arthur Goebel (1853–1939), deutscher Sanitätsoffizier
- Arthur C. Goebel (1895–1973), amerikanischer Luftfahrtpionier und Filmschauspieler
- Arthur Goetting (1899–1975), deutscher Maler, Grafiker, Bildhauer und Zeichenlehrer
- Arthur Goetz (1885–1954), deutscher Maler und Grafiker
- Arthur Gold (1917–2002), britischer Sportfunktionär
- Arthur A. Goldberg (* 1940), US-amerikanischer Jurist und Autor
- Arthur Goldberg, US-amerikanischer Politiker, Jurist und Diplomat
- Arthur Golden (* 1956), US-amerikanischer Schriftsteller
- Arthur Golding († 1606), englischer Übersetzer
- Arthur Goldmann (1863–1942), österreichischer Historiker und Archivar
- Arthur Goldreich (1929–2011), israelischer Maler und Professor für Design
- Arthur Goldscheider, französischer Kunsthändler und Hersteller hochwertiger Dekorationsgegenstände
- Arthur Goldschmidt (1873–1947), deutscher Richter
- Arthur Goldschmidt (1883–1951), deutscher Unternehmer, Publizist und Bibliophiler
- Georges-Arthur Goldschmidt (* 1928), französisch-deutscher Schriftsteller, Essayist und Übersetzer
- Arthur Goldstein (1887–1943), kommunistischer Journalist und Politiker
- Arthur Golf (1877–1941), deutscher Agrarwissenschaftler
- Arthur von Goltstein (1813–1882), preußischer Parlamentarier
- Arthur Gómez (* 1984), gambischer Fußballspieler
- Arthur Hugo Göpfert (1902–1986), deutscher Politiker (NSDAP)
- Arthur Hugo Göpfert (1872–1949), deutscher Baumeister, Architekt und Politiker (NLP), MdL
- Arthur Ernest Gordon (1902–1989), US-amerikanischer klassischer Philologe
- Arthur Gore (1868–1928), britischer Tennisspieler
- Arthur Gore, 1. Earl of Arran (1703–1773), irischer Peer, Politiker und Jurist
- Arthur Gore, 5. Earl of Arran (1839–1901), britischer Peer und Diplomat
- Arthur Gore, 6. Earl of Arran (1868–1958), britischer Peer, Politiker und Offizier
- Arthur Gore, 8. Earl of Arran (1910–1983), britischer Peer, Kolumnist und Politiker (Conservative Party)
- Arthur Gore, 9. Earl of Arran (* 1938), britischer Peer und Politiker (Conservative Party)
- Arthur Pue Gorman (1839–1906), US-amerikanischer Politiker
- Arthur Gossard (1935–2022), US-amerikanischer Festkörperphysiker
- Arthur Gottlein (1895–1977), österreichischer Filmpionier, Schauspieler, Regieassistent, Regisseur, Filmeditor, Aufnahmeleiter, Drehbuchautor und Filmfunktionär (Gewerkschafter)
- Arthur Gottschalk (* 1952), US-amerikanischer Komponist
- Arthur R. Gould (1857–1946), US-amerikanischer Politiker
- Arthur Corbin Gould (1850–1903), amerikanischer Sportschütze, Waffenexperte und Autor
- Arthur Gould-Porter (1905–1987), britisch-US-amerikanischer Schauspieler
- Arthur Graefe (1890–1967), deutscher Kulturpolitiker im Freistaat Sachsen
- Arthur Gramberg (1862–1917), deutscher Verwaltungsjurist
- Arthur Cuninghame Grant Duff (1861–1948), britischer Botschafter
- Arthur Grant (1915–1972), britischer Kameramann
- Arthur Green (1857–1944), australischer Bischof
- Arthur Green (1928–1992), englischer Fußballspieler
- Arthur George Green (1864–1941), britischer Chemiker
- Arthur Greenwood (1880–1954), britischer Politiker (Labour Party), Mitglied des House of Commons
- Arthur H. Greenwood (1880–1963), US-amerikanischer Politiker
- Arthur Gregor (1923–2013), US-amerikanischer Dichter und Hochschullehrer österreichischer Herkunft
- Arthur von Gregory (1859–1923), preußischer Generalleutnant
- Arthur Greiser (1897–1946), deutscher Politiker (NSDAP), MdR, Senatspräsident der Freien Stadt Danzig, Reichsstatthalter und Gauleiter der NSDAP
- Arthur von Griesheim (1847–1894), deutscher Unternehmer und Mitglied des Preußischen Abgeordnetenhauses
- Arthur Griffith (1872–1922), irischer Politiker
- Arthur Griffith-Boscawen (1865–1946), britischer Politiker, Unterhausabgeordneter
- Arthur Francis Grimble (1888–1956), britischer Kolonialbeamter, Schriftsteller, Hörfunkmoderator und Ethnologe
- Arthur Grimm (1883–1948), deutscher Maler
- Arthur Grimm (1908–2000), deutscher Fotograf
- Arthur von der Groeben (1812–1893), preußischer Gutsbesitzer, Mitglied des Preußischen Herrenhauses
- Arthur von der Groeben (1850–1930), preußischer General der Infanterie
- Arthur Groenouw (1862–1945), deutscher Mediziner, Ophthalmologe und Fachbuchautor
- Arthur Groussier (1863–1957), französischer Politiker, Gewerkschafter und Freimaurer
- Arthur Grüber (1910–1990), deutscher Komponist und Dirigent
- Arthur Gruber (1914–1981), deutscher Politiker (CDU), Oberbürgermeister von Sindelfingen, MdL
- Arthur Theodor Gruelich (1906–1967), deutscher Schriftsteller und Pädagoge
- Arthur Grumiaux (1921–1986), belgischer Violinist
- Arthur Grünberger (1882–1935), österreichischer Architekt, Maler und Bühnenbildner
- Arthur Grundmann (1920–1987), deutscher Politiker (FDP), MdB
- Arthur Grunenberg (1880–1952), deutscher Maler, Grafiker und Illustrator
- Arthur Grunewald (1902–1985), deutscher Politiker (SPD), Oberbürgermeister von Wilhelmshaven
- Arthur Grünspan (1884–1964), Direktor des Statistischen Amtes und Stadtrat in Danzig
- Arthur Ernest Guedel (1883–1956), US-amerikanischer Anästhesist
- Arthur Guinness (1725–1803), irischer Bierbrauer und Begründer der Biermarke Guinness
- Arthur Guinness, 1. Baron Ardilaun (1840–1915), irischer Geschäftsmann, Politiker, Mitglied des House of Commons und Philanthrop
- Arthur Guinness, 3. Earl of Iveagh (1937–1992), britisch-irischer Politiker
- Arthur Guinness, 4. Earl of Iveagh (* 1969), britischer Peer und Politiker
- Arthur Guirdham (1905–1992), englischer Arzt und Psychiater und literarischer Autor
- Arthur Gumbert (1877–1942), deutscher Rechtsanwalt
- Arthur Günsburg (1872–1949), österreichisch-deutscher Theaterleiter sowie Regisseur und Produzent der Stummfilmzeit
- Arthur Günther (1885–1974), deutscher Heimatforscher, Schriftsteller und Kommunalpolitiker
- Arthur Gütt (1891–1949), deutscher Arzt und Rassenhygieniker
- Arthur Guttmann (1881–1948), deutscher Chemiker und Spezialist auf dem Gebiet der Hochofenschlacke
- Arthur Guttmann (1877–1956), österreichischer Bühnenschauspieler
- Arthur von Gwinner (1856–1931), deutscher Bankier, Politiker und Kunstmäzen

#### H
- Arthur Haack (1880–1915), deutscher Polarfilmer
- Arthur Erich Haas (1884–1941), österreichischer Physiker
- Arthur Haberlandt (1889–1964), österreichischer Volkskundler
- Arthur Haferkorn (1860–1923), deutscher Maler, Zeichner, Pädagoge
- Arthur Häggblad (1908–1989), schwedischer Skilangläufer
- Arthur Hagmeier (1886–1957), deutscher Meeresbiologe
- Arthur Hahnloser (1870–1936), Schweizer Augenarzt und Kunstsammler
- Arthur Hailey (1920–2004), britisch-kanadischer Schriftsteller
- Arthur Hakalahti (* 1995), norwegischer Schauspieler
- Arthur Halberstadt (1874–1950), österreichischer Volksliedsammler und -forscher
- Arthur Lewis Hall (1872–1955), britisch-südafrikanischer Geologe
- Arthur Hamilton (1926–2025), US-amerikanischer Songwriter
- Arthur Hamilton (* 1905), irischer Badmintonspieler
- Arthur Hamilton-Gordon, 1. Baron Stanmore (1829–1912), britischer Kolonialbeamter
- Arthur Hammer (1884–1942), deutscher KPD-Funktionär und Gewerkschafter (UdHuk)
- Arthur Hanau (1902–1985), deutscher Agrarwissenschaftler
- Arthur Handtmann (1927–2018), deutscher Unternehmer
- Arthur Dion Hanna (1928–2021), bahamaischer Politiker, Generalgouverneur der Bahamas
- Arthur Hannemann (* 1935), deutscher Leichtathlet
- Arthur T. Hannett (1884–1966), US-amerikanischer Politiker
- Arthur Hanse (* 1993), französisch-portugiesischer Skirennläufer
- Arthur Hänsenberger (1927–2014), Schweizer Jurist und Politiker (FDP)
- Arthur Menachem Hantke (1874–1955), deutsch-israelischer Verbandsfunktionär
- Arthur Hantzsch (1857–1935), deutscher Chemiker
- Arthur Häny (1924–2019), Schweizer Schriftsteller und Übersetzer
- Arthur Harari (* 1981), französischer Regisseur, Drehbuchautor und Schauspieler
- Arthur Edward Harbord (1883–1961), britischer Marineoffizier und Polarforscher
- Arthur Harden (1865–1940), britischer Chemiker
- Arthur Harder (1910–1964), deutscher SS-Hauptsturmführer, Adjutant des Führers des Sonderkommandos 1005
- Arthur Henry Hardinge (1859–1933), britischer Botschafter
- Arthur Sturgis Hardy (1837–1901), kanadischer Politiker
- Arthur A. Hargrave (1856–1957), US-amerikanischer Journalist sowie Zeitungsherausgeber
- Arthur Harms (1915–1983), deutscher Magistratsdirektor, Bremerhavener Bürgerschaftsabgeordneter (SPD), MdBB
- Arthur Harnden (1924–2016), US-amerikanischer Leichtathlet
- Arthur Harper (1939–2004), US-amerikanischer Jazzmusiker (Bass)
- Arthur Cyprian Harper (1866–1948), US-amerikanischer Politiker
- Arthur Paul Harper (1865–1955), neuseeländischer Jurist, Bergsteiger, Geodät und Naturschützer
- Arthur Harris (1892–1984), britischer Luftmarschall, Oberkommandierender des Bomber Command im Zweiten Weltkrieg
- Arthur Harris (1890–1968), US-amerikanischer Polospieler und Offizier
- Arthur A. Hartman (1926–2015), US-amerikanischer Diplomat
- Arthur Hartmann (1849–1931), deutscher HNO-Arzt, Hochschullehrer
- Arthur Vere Harvey, Baron Harvey of Prestbury (1906–1994), britischer Manager, Offizier und Politiker
- Arthur Haseloff (1872–1955), deutscher Kunsthistoriker
- Arthur Hill Hassall (1817–1894), englischer Arzt, Botaniker, Sozialmediziner
- Arthur J. Hatch (1910–2008), US-amerikanischer Elektroingenieur und Firmenmanager
- Arthur Hauffe (1892–1944), deutscher General der Infanterie im Zweiten Weltkrieg
- Arthur Haulot (1913–2005), belgischer Journalist, Humanist und Dichter
- Arthur Haupt (1890–1952), deutscher Politiker (SPD), MdBB
- Arthur Hauth (1876–1960), deutscher Weingroßhändler sowie Kunstsammler und Mäzen
- Arthur Havelock (1844–1908), britischer Kolonialgouverneur
- Arthur Hay, 15. Earl of Kinnoull (1935–2013), britischer Peer und Politiker
- Arthur Hay, 9. Marquess of Tweeddale (1824–1878), schottischer Offizier und Ornithologe
- Arthur Hayday (1869–1956), britischer Politiker (Labour Party) und Gewerkschafter
- Arthur P. Hayne (1788–1867), US-amerikanischer Politiker (Demokratische Partei)
- Arthur Hayter, 1. Baron Haversham (1835–1917), britischer Peer, Politiker und Offizier
- Arthur Headlam (1862–1947), englischer Geistlicher der Kirche von England und Bischof von Gloucester
- Arthur Daniel Healey (1889–1948), US-amerikanischer Jurist und Politiker
- Arthur Charles Hearn (1877–1952), britischer Manager
- Arthur Hebard (* 1940), US-amerikanischer Physiker
- Arthur Hebecker (* 1968), deutscher theoretischer Physiker
- Arthur Hebel (1899–1981), deutscher Leichtathlet
- Arthur Heffter (1859–1925), deutscher Pharmakologe und Chemiker
- Arthur Heidenhain (1862–1941), deutscher Bibliothekar
- Arthur Heilborn, jüdischer Rechtsanwalt, Kölner Konsulent (1938–1939)
- Arthur Heina (1915–1986), deutscher Schwimmer
- Arthur Heitschmidt (1893–1963), deutscher Politiker (FDP, DPS), MdL
- Arthur Hellmer (1880–1961), österreichischer Schauspieler, Regisseur und Intendant
- Arthur Helps (1813–1875), englischer Schriftsteller
- Arthur Henderson (1863–1935), britischer Politiker, Mitglied des House of Commons, Friedensnobelpreisträger
- Arthur Henkel (1915–2005), deutscher Germanist und Literaturhistoriker
- Arthur Hennecke (1888–1959), deutscher Unternehmer
- Arthur Henney (1881–1958), deutscher Automobilrennfahrer und Unternehmer
- Arthur Henze (1877–1945), deutscher Kaufmann, Unternehmer und Freimaurer
- Arthur James Herbert (1820–1897), britischer General
- Arthur James Herbert (1855–1921), britischer Diplomat
- Arthur Herbert, 1. Earl of Torrington (1647–1716), englischer Admiral und Politiker
- Arthur Winkler von Hermaden (1858–1934), Heeresoffizier der k.u.k. Armee, zuletzt im Range eines Feldmarschalleutnants
- Arthur Hermann (* 1944), deutsch-litauischer Autor, Herausgeber und Historiker
- Arthur Hermann (1893–1958), französischer Turner
- Arthur Herr (1891–1986), deutscher Bibliothekar und Volksbildner
- Arthur Herrdin (1918–1995), schwedischer Skilangläufer
- Arthur William Sidney Herrington (1891–1970), US-amerikanischer Ingenieur und Fabrikant
- Arthur Hertzberg (1921–2006), polnisch-US-amerikanischer Rabbiner
- Arthur Herzog (1927–2010), amerikanischer Schriftsteller und Journalist
- Arthur Heß (1891–1959), deutscher Politiker (NSDAP), MdR
- Arthur Heße (1888–1966), deutscher Politiker (Volksnationale Reichsvereinigung)
- Arthur Heyer (1872–1931), deutsch-ungarischer Maler
- Arthur Heyne (* 1946), deutscher Ruderer
- Arthur Hill (1922–2006), kanadischer Theater-, Film- und Fernsehschauspieler
- Arthur Edwin Hill (1888–1966), britischer Wasserballspieler
- Arthur Hill, 8. Marquess of Downshire (1929–2003), britischer Peer und Politiker
- Arthur Hiller (1923–2016), kanadischer Filmregisseur
- Arthur Hiller (1878–1949), deutscher Arzt und Sanitätsoffizier
- Arthur Hiller (1881–1941), deutscher Fußballspieler
- Arthur Hilton (1897–1979), britisch-amerikanischer Filmeditor, -regisseur und -produzent
- Arthur Hind (1856–1933), US-amerikanischer Industrieller und Philatelist
- Arthur M. Hind (1880–1957), britischer Kunsthistoriker
- Arthur Hinsley (1865–1943), britischer Kardinal der römisch-katholischen Kirche und Erzbischof von Westminster
- Arthur R. von Hippel (1898–2003), deutsch-amerikanischer Materialwissenschaftler und Physiker
- Arthur von Hippel (1841–1916), deutscher Augenheilkundler
- Arthur Hirsch (1866–1948), deutscher Mathematiker
- Arthur Stanley Hirst (1883–1930), britischer Arachnologe
- Arthur Hirth (1875–1936), deutscher Maler, Zeichner und Verleger
- Arthur Hnatek (* 1990), Schweizer Jazzmusiker (Schlagzeug, Komposition)
- Arthur Hobrecht (1824–1912), deutscher und Politiker (NLP), MdR
- Arthur Hoffmann (1889–1964), deutscher nationalsozialistischer Philosoph und Hochschullehrer
- Arthur Hoffmann (1855–1936), deutscher Generaloberarzt und Geheimer Sanitätsrat
- Arthur Hoffmann (1887–1932), deutscher Leichtathlet
- Arthur Hoffmann (1857–1927), Schweizer Politiker (FDP)
- Arthur Hoffmann (1900–1945), deutscher Widerstandskämpfer im Zweiten Weltkrieg
- Arthur Hofmann (1863–1944), deutscher Politiker (SPD), MdR
- Arthur Hoger (1875–1951), deutscher Apotheker
- Arthur Robert Hogg (1903–1966), australischer Astronom
- Arthur Hohl (1889–1964), US-amerikanischer Theater- und Filmschauspieler
- Arthur Holcomb, US-amerikanischer Filmtechniker
- Arthur N. Holcombe (1884–1977), US-amerikanischer Historiker und Politikwissenschaftler
- Arthur Holitscher (1869–1941), ungarischer Schriftsteller
- Arthur Holke (1883–1940), deutscher Anarchist und Mitherausgeber der Zeitschrift Der Anarchist
- Arthur Holland (1916–1987), englischer Fußballschiedsrichter
- Arthur Holmes (1890–1965), britischer Geologe
- Arthur Herman Holmgren (1912–1992), US-amerikanischer Botaniker
- Arthur Höltermann (1906–1981), deutscher Politiker (SPD) und Staatssekretär (Bayern)
- Arthur Höltge (* 1932), deutscher Diplomat, Botschafter der DDR
- Arthur Holzmann (1880–1969), deutscher Politiker (NSDAP), MdR
- Arthur Honegger (* 1979), Schweizer Journalist, Moderator und Autor
- Arthur Honegger (1924–2017), Schweizer Journalist, Schriftsteller und Politiker (SP)
- Arthur Honegger (1892–1955), französisch-schweizerischer Komponist
- Arthur Hood, 1. Baron Hood of Avalon (1824–1901), britischer Admiral
- Arthur Tindell Hopwood (1897–1969), britischer Paläontologe, Erstbeschreiber der fossilen Menschenaffengattung Proconsul
- Arthur von Horn (1819–1893), preußischer Generalmajor
- Arthur Hornblow junior (1893–1976), US-amerikanischer Filmproduzent
- Arthur Horseau (* 1993), französischer Triathlet
- Arthur Horsthuis (1912–1979), niederländischer Ordensgeistlicher, römisch-katholischer Bischof von Jales in Brasilien
- Arthur Horváth (* 1974), deutscher Liedermacher
- Arthur Horwich (* 1951), US-amerikanischer Zellbiologe
- Arthur Houghton (* 1940), US-amerikanischer Numismatiker
- Arthur Maxwell House (1926–2013), kanadischer Neurologe, Vizegouverneur von Neufundland und Labrador
- Arthur Housman (1889–1942), US-amerikanischer Schauspieler
- Arthur Clifford Howard (1893–1971), australischer Erfinder und Unternehmer
- Arthur Holmes Howell (1872–1940), US-amerikanischer Zoologe
- Arthur Hoyle (1929–2020), US-amerikanischer Jazzmusiker
- Arthur Hoyt (1874–1953), US-amerikanischer Schauspieler
- Arthur Hruska (1880–1971), österreichischer Zahnarzt und Botaniker
- Arthur von Hübl (1853–1932), österreichischer Feldmarschallleutnant, Kartograf und Chemiker
- Arthur H. Hübner (1878–1934), deutscher Psychiater
- Arthur Hübner (1885–1937), deutscher Germanist und Hochschullehrer
- Arthur Hübscher (1897–1985), deutscher Philosoph, Kulturwissenschaftler und Philologe
- Arthur Hugenschmidt (1862–1929), französischer Zahnmediziner
- Arthur Hughes (1832–1915), britischer Illustrator und Maler
- Arthur Hughes (1902–1949), britischer römisch-katholischer Erzbischof und vatikanischer Diplomat
- Arthur Francis Basset Hull (1862–1945), australischer Amateur-Naturforscher, Staatsbeamter und Philatelist
- Arthur W. Hummel junior (1920–2001), US-amerikanischer Diplomat
- Arthur W. Hummel senior (1884–1975), amerikanischer Missionar und Sinologe
- Arthur Hunnicutt (1910–1979), US-amerikanischer Schauspieler
- Arthur Roope Hunt (1843–1914), britischer Geologe
- Arthur Surridge Hunt (1871–1934), britischer Papyrologe
- Arthur Hussey (1882–1915), US-amerikanischer Golfer
- Arthur M. Hyde (1877–1947), US-amerikanischer Politiker (Republikanische Partei)

#### I
- Arthur Ibbetson (1922–1997), britischer Kameramann
- Arthur Illgen (1905–1943), deutscher Arbeiter und Opfer der NS-Kriegsjustiz
- Arthur Illies (1870–1952), deutscher Maler und Grafiker
- Arthur-Léon-Georges Imbert de Saint-Amand (1834–1900), französischer Diplomat, Historiker und Schriftsteller
- Arthur Imhausen (1885–1951), deutscher Chemiker, Unternehmer und Erfinder
- Arthur E. Imhof (* 1939), Schweizer Historiker und Demograf
- Arthur T. Ippen (1907–1974), deutsch-US-amerikanischer Ingenieurwissenschaftler für Hydrodynamik

#### J
- Arthur Jackes (1924–2000), kanadischer Hochspringer
- Arthur Jackson (1918–2015), US-amerikanischer Sportschütze
- Arthur Jacob-Steinorth (1886–1958), deutscher Chemiker und Hochschullehrer
- Arthur M. Jacobs (* 1958), deutscher Psychologe und Hochschullehrer
- Arthur P. Jacobs (1922–1973), US-amerikanischer Filmproduzent
- Arthur Jacobson (1901–1993), US-amerikanischer Regieassistent und Filmregisseur
- Arthur Jafa (* 1960), US-amerikanischer Videokünstler
- Arthur Jaffe (* 1937), US-amerikanischer mathematischer Physiker
- Arthur Horace James (1883–1973), US-amerikanischer Politiker (Republikanische Partei)
- Arthur Janke (1843–1928), preußischer Generalmajor
- Arthur Janov (1924–2017), US-amerikanischer Psychologe und Autor
- Arthur Japin (* 1956), niederländischer Schriftsteller, Schauspieler und Drehbuchautor
- Arthur Jarvinen (1956–2010), amerikanischer Perkussionist, Bassist und Komponist
- Arthur Jaschke (1902–1992), deutscher Schauspieler
- Arthur Jeffery (1892–1959), Semitist
- Arthur B. Jenks (1866–1947), US-amerikanischer Politiker
- Arthur Jensen (1923–2012), US-amerikanischer Psychologe
- Arthur Jensen (1897–1981), dänischer Schauspieler
- Arthur Jephson (1859–1908), britischer Afrikaforscher und Abenteurer
- Arthur Jeske (* 1962), deutscher Fußballspieler
- Arthur Jetzlaff, deutscher Polizeibeamter und SS-Führer
- Arthur Jochem (1874–1960), deutscher Politiker (DDP, Deutsche Staatspartei, LDP, FDP)
- Arthur Johlige (1857–1937), deutscher Architekt
- Arthur Johns (1889–1947), US-amerikanischer Tontechniker beim Film
- Arthur Johnson (1879–1929), irischer Fußballspieler und -trainer
- Arthur Johnson (1874–1954), US-amerikanischer Zeichner, Karikaturist in Deutschland
- Arthur V. Johnson (1876–1916), US-amerikanischer Schauspieler und Stummfilmregisseur
- Arthur Johnston (1898–1954), US-amerikanischer Songtexter und Komponist
- Arthur Jonath (1909–1963), deutscher Leichtathlet
- Arthur Jones (1926–2007), amerikanischer Erfinder
- Arthur Jones († 1998), amerikanischer Jazzmusiker
- Arthur Creech Jones (1891–1964), britischer Politiker (Labour Party), Mitglied des House of Commons und Gewerkschaftsfunktionär
- Arthur Kenneth Jones (1887–1975), englischer Badmintonspieler
- Arthur L. Jones (1945–2006), US-amerikanischer Journalist
- Arthur Morris Jones (1889–1980), britischer Musikwissenschaftler
- Arthur Jopp (1902–1990), deutscher Schauspieler und Regisseur
- Arthur Jores (1901–1982), deutscher Mediziner und Mitbegründer der wissenschaftlichen Psychosomatik
- Arthur Jubelt (1894–1947), deutscher Verleger und Heimatforscher, kommissarischer Oberbürgermeister von Zeitz
- Arthur Junghans (1852–1920), deutscher Unternehmer, Uhrenfabrikant
- Arthur Jussen (* 1996), niederländischer Klavierspieler

#### K
- Arthur Kaan (1864–1940), österreichischer Bildhauer
- Arthur Kahane (1872–1932), Dramaturg und Schriftsteller
- Arthur Kahn (1850–1928), deutscher Arzt und Schriftsteller
- Arthur Kaliyev (* 2001), usbekisch-US-amerikanischer Eishockeyspieler
- Arthur Kampf (1864–1950), deutscher Maler und Hochschullehrer
- Arthur Kane (1949–2004), US-amerikanischer Musiker
- Arthur Kannenberg (1896–1963), deutscher Gastronom, Hausintendant von Adolf Hitler
- Arthur Kantrowitz (1913–2008), US-amerikanischer Ingenieur und Hochschullehrer
- Arthur Kather (1883–1957), deutscher Geistlicher, Kapitularvikar von Ermland
- Arthur Kauffmann (1887–1983), deutsch-britischer Kunsthistoriker und Kunsthändler
- Arthur Kaufmann (Jurist) (1923–2001), deutscher Strafrechtslehrer und Rechtsphilosoph
- Arthur Kaufmann (Maler) (1888–1971), deutscher Maler
- Arthur Kaufmann (Schachspieler) (1872–1938), österreichischer Jurist, Philosoph und Schachspieler
- Arthur Kay (1882–1969), deutschamerikanischer Dirigent, Komponist, Arrangeur und Cellist
- Arthur Kayser (1871–1938), deutscher Unternehmer und Industrieller
- Arthur Keaveney (1951–2020), britischer Althistoriker
- Arthur Keith (1866–1955), schottischer Anatom und Anthropologe
- Arthur Berriedale Keith (1879–1944), schottischer Sanskritforscher und Historiker
- Arthur Keith, 10. Earl of Kintore (1879–1966), britischer Peer
- Arthur Keller (1868–1934), deutscher Mediziner
- Arthur Kennedy (1914–1990), US-amerikanischer Schauspieler
- Arthur Kennedy (Bischof) (* 1942), US-amerikanischer Geistlicher, Weihbischof in Boston
- Arthur Edward Kennedy (1809–1883), britischer Kolonialbeamter
- Arthur Edwin Kennelly (1861–1939), US-amerikanischer Elektroingenieur
- Arthur Kerman (1929–2017), kanadisch-US-amerikanischer Physiker
- Arthur Kern (1862–1931), deutscher Historiker
- Arthur Kershaw (1852–1934), britischer Offizier und Kolonialbeamter
- Arthur Kickton (1861–1944), deutscher Architekt und Baubeamter
- Arthur Kielholz (1879–1962), Schweizer Psychiater
- Arthur Killat (1912–1999), deutscher Gewerkschafter und Politiker (SPD), MdB
- Arthur Scott King (1876–1957), US-amerikanischer Physiker
- Arthur Kinnaird, 10. Lord Kinnaird (1814–1887), britischer Politiker und Bankier
- Arthur Kinnaird, 11. Lord Kinnaird (1847–1923), britischer Peer, Bankier und Fußballspieler
- Arthur F. Kip (1910–1995), US-amerikanischer Physiker
- Arthur von Kirbach (1897–1981), US-amerikanischer Tontechniker
- Arthur von Kirchenheim (1855–1924), deutscher Straf- und Staatsrechtler
- Arthur Kistenmacher (1882–1965), deutscher Schauspieler
- Arthur Kittel (1838–1926), deutscher Arzt
- Arthur Klaproth (1885–1945), deutscher Schauspieler und Regisseur
- Arthur Klauser (1889–1959), österreichischer Polizeibeamter
- Arthur George Klein (1904–1968), US-amerikanischer Jurist und Politiker
- Arthur Kleine (* 1906), deutscher Turner
- Arthur Kleiner (1903–1980), österreichisch-US-amerikanischer Filmkomponist
- Arthur Kleinschmidt (1848–1919), deutscher Historiker, Bibliothekar und Publizist
- Arthur Klemt (Schauspieler) (* 1967), österreichischer Schauspieler
- Arthur Klemt (Erfinder, 1913) (1913–1985), deutscher Unternehmer und Erfinder
- Arthur Klemt (Erfinder, 1951) (* 1951), deutscher Erfinder
- Arthur Klengel (1881–1954), deutscher Heimatforscher
- Arthur von Klinckowström (1848–1910), preußischer General der Kavallerie
- Arthur Klinke (1887–1942), deutscher Schachkomponist
- Arthur Klotzbach (1877–1938), deutscher Montanwirtschaftsführer
- Arthur von Klüchtzner (1842–1912), deutsch-baltischer Gutsbesitzer und Politiker
- Arthur Kluckers (* 2000), luxemburgischer Radrennfahrer
- Arthur Knauer (1874–1964), deutscher Pferdezüchter
- Arthur Knautz (1911–nach 1943), deutscher Handballspieler
- Arthur von Knobloch (1825–1901), deutscher Verwaltungsbeamter und Rittergutsbesitzer
- Arthur Knoebel (* 1934), US-amerikanischer Mathematiker
- Arthur Kobler (1905–2003), Schweizer Historiker und Autor
- Arthur Kobus (1879–1945), deutscher Generalleutnant
- Arthur Kochmann (1864–1944), deutscher Jurist
- Arthur Koepchen (1878–1954), deutscher Industriemanager
- Arthur Koestler (1905–1983), österreichisch-ungarischer Schriftsteller
- Arthur Koetz (1896–1953), deutscher Lyriker und Sachbuchautor
- Arthur Kohlenberg (1924–1970), US-amerikanischer Physiker und Informationstheoretiker
- Arthur Kollmann (1858–1941), deutscher Urologe und Puppenspielforscher
- Arthur Kolnik (1890–1972), französischer Illustrator und Maler
- Arthur König (Theologe) (1843–1921), deutscher Theologe und Hochschullehrer
- Arthur König (Physiker) (1856–1901), deutscher Physiker
- Arthur König (Politiker, 1876), deutscher Politiker (SPD, SED), MdL Sachsen-Anhalt
- Arthur König (Politiker, 1950) (* 1950), deutscher Politiker (CDU), MdL Mecklenburg-Vorpommern
- Arthur Willibald Königsheim (1816–1886), deutscher Ministerialbeamter
- Arthur Konnerth (Politiker) (1882–1953), rumänischer Politiker der deutschen Minderheit
- Arthur Konnerth (* 1953), deutscher Neurophysiologe
- Arthur Kool (1841–1914), niederländischer Politiker und Generalleutnant
- Arthur Kopp (Politiker) (1863–nach 1918), deutscher Rittergutsbesitzer und Politiker (FVP), MdR
- Arthur Kopp (Bibliothekar) (1860–1918), deutscher Bibliothekar, Volkskundler und Liedforscher
- Arthur W. Kopp (1874–1967), US-amerikanischer Politiker
- Arthur Koppel (1851–1908), deutscher Maschinenbau-Unternehmer
- Arthur Korn (Physiker) (1870–1945), deutscher Physiker und Mathematiker
- Arthur Korn (Architekt) (1891–1978), deutscher Architekt, Stadtplaner und Autor
- Arthur Kornberg (1918–2007), US-amerikanischer Biochemiker
- Arthur Kornhauser (1896–1990), US-amerikanischer Sozialpsychologe
- Arthur Köster (1890–1965), deutscher Architekturfotograf
- Arthur Kötz (1871–1944), deutscher Chemiker
- Arthur Krams (1912–1985), US-amerikanischer Artdirector und Szenenbildner
- Arthur Krause (Naturforscher) (1851–1920), deutscher Naturforscher und Geograph
- Arthur Krause (Lehrer) (1882–1972), deutscher Gymnasiallehrer in Leipzig
- Arthur Kraußneck (1856–1941), deutscher Schauspieler
- Arthur Henry Krawczak (1913–2000), US-amerikanischer Geistlicher, Weihbischof in Detroit
- Arthur Constantin Krebs (1850–1935), französischer Erfinder
- Arthur Kreienbrinck (* 1955), deutscher Fußballspieler
- Arthur von Kretschmann (1836–1889), preußischer Generalmajor
- Arthur Kreuzer (* 1938), deutscher Rechtswissenschaftler und Kriminologe
- Arthur B. Krim (1910–1994), US-amerikanischer Filmproduzent, Rechtsanwalt und Manager
- Arthur Krock (1886–1974), US-amerikanischer Journalist
- Arthur Kronfeld (1886–1941), deutsch-russischer Psychiater
- Arthur Kronthal (1859–1941), deutscher Unternehmer und Historiker
- Arthur Krüger, deutscher Bildhauer, Medailleur, Zeichner und Karikaturist
- Arthur Krull (1898–1964), deutscher Politiker (KPD), MdL Niedersachsen
- Arthur Krupp (1856–1938), österreichischer Unternehmer
- Arthur Kuggeleyn (* 1960), niederländischer Choreograph, Theatermacher und Schauspieler
- Arthur Gustav Kulenkamp (1827–1895), deutscher Politiker, Bürgermeister in Lübeck
- Arthur Kulkov (* 1983), russisches Model
- Arthur Kulling (1926–2009), deutscher Geiger, Klarinettist, Dirigent und Arrangeur
- Arthur Kullmer (1896–1953), deutscher General der Infanterie
- Arthur Kunath (1914–1995), deutscher Offizier
- Arthur Kunstmann (1871–1940), deutscher Reeder
- Arthur H. Kunz (1934–1993), US-amerikanischer Stadtplaner
- Arthur Kurtz (1860–1917), österreichischer Maler
- Arthur Kusterer (1898–1967), deutscher Komponist und Dirigent
- Arthur Køpcke (1928–1977), deutscher Künstler

#### L
- Arthur de La Borderie (1827–1901), französischer Historiker und Politiker
- Arthur de La Guéronnière (1816–1875), französischer Diplomat und Publizist
- Arthur Ladwig (1902–1944), deutscher Kommunist und Widerstandskämpfer gegen den Nationalsozialismus
- Arthur B. Laffer (* 1940), US-amerikanischer Ökonom
- Arthur Laing (1904–1975), kanadischer Politiker
- Arthur Lake (1905–1987), US-amerikanischer Schauspieler
- Arthur Lakes (1844–1917), britisch-US-amerikanischer Paläontologe und Geologe
- Arthur Lally (1901–1940), britischer Jazz-Klarinettist und Saxophonist
- Arthur B. Lamb (1880–1952), US-amerikanischer Chemiker (Physikalische Chemie, Anorganische Chemie)
- Arthur Lambert (1891–1983), deutscher Leichtathletiktrainer
- Arthur Lämmlein (1899–1964), deutscher Bauingenieur
- Arthur P. Lamneck (1880–1944), US-amerikanischer Politiker
- Arthur Lamothe (1928–2013), französisch-kanadischer Filmregisseur und -produzent
- Arthur Lanc (1907–1995), österreichischer Mediziner
- Arthur Diego Mariano Lanci (* 1996), brasilianischer Beachvolleyballspieler
- Arthur von Landesberg (1820–1881), deutscher Offizier und Mitglied des Deutschen Reichstags
- Arthur H. Landis (1917–1986), US-amerikanischer Schriftsteller
- Arthur Landwehr (* 1958), deutscher Journalist und Chefredakteur
- Arthur Lane (1909–1963), englischer Keramikspezialist
- Arthur Lange (1875–1929), deutscher Bildhauer
- Arthur Lange (1906–1972), deutscher KPD-Funktionär
- Arthur Lange (1889–1956), US-amerikanischer Filmkomponist, Bandleader, Arrangeur und Liedtexter
- Arthur Langen (1858–1927), deutscher Magistratsbeamter der Landesregierung Berlins und Theater Verleger
- Arthur Langerman (* 1942), belgischer Diamantenhändler, Sammler und Übersetzer
- Arthur Långfors (1881–1959), finnischer Romanist, Hochschulrektor und Diplomat
- Arthur Langhammer (1854–1901), deutscher Maler und Illustrator
- Arthur B. Langlie (1900–1966), US-amerikanischer Politiker
- Arthur Lapierre, kanadischer Sänger, Komponist und Schauspieler
- Arthur Lappin, irischer Filmproduzent
- Arthur T. LaPrade (1895–1957), US-amerikanischer Jurist und Politiker (Demokratische Partei)
- Arthur Lapworth (1872–1941), britischer Chemiker
- Arthur Larsen (1925–2012), US-amerikanischer Tennisspieler
- Arthur Lassally (1892–1963), deutscher Ingenieur und Industriefilmproduzent
- Arthur von Lattré (1833–1908), preußischer General der Infanterie
- Arthur Lauber (* 1944), österreichischer Komponist, Musiker und Produzent
- Arthur Laumann (1894–1970), deutscher Offizier der Fliegertruppe im Ersten Weltkrieg
- Arthur Laurendeau (1880–1963), kanadischer Sänger, Chorleiter und Musikpädagoge
- Arthur Laurents (1917–2011), US-amerikanischer Schriftsteller, Drehbuchautor und Theaterregisseur
- Arthur Lavigne (1845–1925), kanadischer Geiger, Musikverleger, -veranstalter, -kritiker und -pädagoge
- Arthur Lavis (1924–1999), britischer Kameramann
- Arthur Läwen (1876–1958), deutscher Chirurg und Hochschullehrer
- Arthur Lawley, 6. Baron Wenlock (1860–1932), britischer Kolonialverwalter, Gouverneur von Western Australia und Madras
- Arthur Lawson (1908–1970), britischer Artdirector und Szenenbildner
- Arthur Lawson-Johnston, 3. Baron Luke (1933–2015), britischer Peer
- Arthur Leblanc (1906–1985), kanadischer Geiger
- Arthur Leclerc (* 2000), monegassischer Automobilrennfahrer
- Arthur Lee (1945–2006), US-amerikanischer Rockmusiker
- Arthur Lee (1740–1792), US-amerikanischer Politiker und Diplomat
- Arthur Lee, 1. Viscount Lee of Fareham (1868–1947), britischer Offizier und Politiker, Mitglied des House of Commons, Peer, Oberhausmitglied, Landwirtschaftsminister und Erster Lord der Admiralität
- Arthur Legat (1898–1960), belgischer Automobilrennfahrer
- Arthur Legrand (* 1991), belgischer Eishockeytorwart
- Arthur Lehmann (1886–1966), deutscher Politiker (SPD), MdL
- Arthur Lehmann, deutscher Politiker (NSDAP), MdR
- Arthur Lehmann, deutscher Politiker (SPD, NSDAP)
- Arthur-Heinz Lehmann (1909–1956), deutscher Schriftsteller
- Arthur Lehning (1899–2000), niederländischer Anarchist
- Arthur Leighton (1889–1939), englischer Hockeyspieler
- Arthur Leipzig (1918–2014), US-amerikanischer Fotograf
- Arthur Leist (1852–1927), deutscher Schriftsteller und Journalist
- Arthur Lemisch (1865–1953), österreichischer Politiker
- Arthur Lenhoff (1885–1965), österreichischer Rechtswissenschaftler, Universitätsprofessor und Verfassungsrichter
- Arthur Lenne (* 2001), französischer Handballspieler
- Arthur Leppmann (1854–1921), deutscher Arzt, Gerichtsmediziner, Psychiater und Neurologe
- Arthur Letele (1916–1965), südafrikanischer und lesothischer Politiker
- Arthur Letondal (1869–1956), kanadischer Organist, Musikpädagoge und Komponist
- Arthur Levasseur (1875–1955), französischer Politiker
- Arthur D. Levinson (* 1950), US-amerikanischer Chairman von Apple, CEO von Calico; vormals Chairman und CEO von Genentech
- Arthur Levitt (* 1931), US-amerikanischer Politiker und Unternehmer
- Arthur Levitt senior (1900–1980), US-amerikanischer Jurist und Politiker
- Arthur Levy (1881–1961), deutscher Rabbiner und Autor
- Arthur Lévy (1847–1931), französischer Mediävist und Historiker der Annales-Schule
- Arthur Levysohn (1841–1908), Chefredakteur des „Berliner Tageblatts“
- Arthur Lewin-Funcke (1866–1937), deutscher Bildhauer
- Arthur D. Lewis (1918–2008), amerikanischer Manager im Verkehrswesen
- W. Arthur Lewis (1915–1991), britischer Nobelpreisträger und Ökonom
- Arthur Lichte (* 1949), US-amerikanischer Offizier der US Air Force
- Arthur Carl Lichtenberger (1900–1968), US-amerikanischer Geistlicher, Oberhaupt der Episcopal Church in the USA
- Arthur Liebehenschel (1901–1948), deutscher Nationalsozialist und SS-Führer
- Arthur Lieberasch (1881–1967), sächsischer KPD-Landtagsabgeordneter in der Weimarer Republik
- Arthur Liebert (1878–1946), deutscher Philosoph
- Arthur Liener (* 1936), Schweizer Berufsoffizier
- Arthur Lieutenant (1884–1968), deutscher Politiker (DDP, LDP), MdV
- Arthur Lilienthal (1899–1942), deutscher Jurist
- Arthur Moreira Lima (1940–2024), brasilianischer klassischer Pianist
- Arthur von Lindequist (1855–1937), preußischer Generalleutnant im Ersten Weltkrieg
- Arthur Linder (1904–1993), Schweizer Statistiker
- Arthur Lindfors (1893–1977), finnischer Ringer
- Arthur Link (1914–2010), US-amerikanischer Politiker
- Arthur Linka (1887–1945), deutscher römisch-katholischer Geistlicher und Märtyrer
- Arthur Linker (1874–1949), deutscher Ingenieur und Hochschullehrer
- Arthur Linton (1868–1896), britischer Radrennfahrer
- Arthur Heinrich Lippert (1879–1948), deutscher Modelleur und Bildhauer
- Arthur Lipsch (1916–2006), deutsch-österreichischer Gebrauchsgrafiker und Plakatkünstler
- Arthur Lipsett (1936–1986), kanadischer Regisseur
- Arthur Lismer (1885–1969), kanadischer Maler und Kunstpädagoge
- Arthur Lisowsky (1895–1952), deutscher Wirtschaftswissenschaftler und Hochschullehrer
- Arthur Livermore (1766–1853), US-amerikanischer Politiker
- Arthur Löbner (1851–1940), deutscher Politiker
- Arthur Loepfe (* 1942), Schweizer Politiker (CVP)
- Arthur Loesser (1894–1969), US-amerikanischer Pianist, Musikpädagoge und -schriftsteller
- Arthur Löffler (* 1891), sudetendeutscher Jurist, Rechtsanwalt und Landrat
- Arthur Loft (1897–1947), US-amerikanischer Schauspieler
- Arthur Lohse, deutscher Motorradrennfahrer
- Arthur Loiseau (1830–1903), französischer Romanist und Lusitanist
- Arthur Lonergan (1906–1989), US-amerikanischer Filmarchitekt
- Arthur Longo (* 1988), französischer Snowboarder
- Arthur Loosli (1926–2021), Schweizer Konzertsänger und Kunstmaler
- Arthur Looss (1861–1923), deutscher Zoologe und Hochschulprofessor
- Arthur Lossow (1849–1943), deutscher Kommerzienrat, Kaufmann und Textilunternehmer
- Arthur Lourié (1891–1966), russischer Komponist
- Arthur Lourie (1903–1978), israelischer Diplomat
- Arthur Oncken Lovejoy (1873–1962), US-amerikanischer Historiker und Literaturwissenschaftler
- Arthur Loveridge (1891–1980), britischer Biologe und Herpetologe
- Arthur Lowe (1915–1982), britischer Schauspieler
- Arthur Holden Lowe (1886–1958), englischer Tennisspieler
- Arthur Löwenstamm (1882–1965), preußisch-englischer Theologe, Rabbiner und Sachbuchautor
- Arthur Lubin (1898–1995), US-amerikanischer Filmregisseur
- Arthur Luck (1895–1962), deutscher Gewerkschaftsfunktionär (USPD/SPD/KPD/SED)
- Arthur von Lucke (* 1865), deutscher Landrat
- Arthur Lüdicke, deutscher Ingenieur und Hochschullehrer
- Arthur Ludwich (1840–1920), deutscher Klassischer Philologe
- Arthur C. Lundahl (1915–1992), US-amerikanischer Nachrichtendienstler
- Arthur Luther (1876–1955), deutscher Literaturwissenschaftler, Bibliothekar, Übersetzer und Dolmetscher
- Arthur Lutteroth (1846–1912), deutscher Bankier, Versicherungskaufmann und Politiker, MdHB
- Arthur Lüttringhaus (1906–1992), deutscher Chemiker
- Arthur Lüttringhaus senior (1873–1945), deutscher Chemiker
- Arthur von Lüttwitz (1865–1928), preußischer Generalleutnant und Diplomat
- Arthur Lutze (1813–1870), deutscher homöopathisch-vegetarischer Wunderheiler
- Arthur Lützner, deutscher Architekt und kommunaler Baubeamter
- Arthur Luysterman (* 1932), belgischer Geistlicher, römisch-katholischer Bischof von Gent
- Arthur Lydiard (1917–2004), neuseeländischer Leichtathletiktrainer
- Arthur Lyman (1932–2002), US-amerikanischer Jazz-Vibraphonist und Marimba-Spieler
- Arthur Alfred Lynch (1861–1934), australo-irischer Schriftsteller, Politiker, Arzt, Oberst im Burenkrieg, Mitglied des britischen Unterhauses (für Irland)
- Arthur Lyon (1876–1952), US-amerikanischer Fechter
- Arthur Lyska (* 2000), deutscher Fußballspieler

#### M
- Arthur MacArthur (1845–1912), US-amerikanischer Generalleutnant und Militärgouverneur
- Arthur MacArthur senior (1815–1896), US-amerikanischer Politiker
- Arthur Anthony Macdonell (1854–1930), britischer Sanskritist
- Arthur C. Mace (1874–1928), britischer Ägyptologe
- Arthur MacEvoy (1868–1904), britischer Cricketspieler
- Arthur Machado (1909–1997), brasilianischer Fußballspieler
- Arthur Machen (1863–1947), walisischer Horror-Schriftsteller
- Arthur W. MacMahon (1890–1980), US-amerikanischer Politikwissenschaftler und Hochschullehrer
- Arthur MacManus (1889–1927), schottischer Gewerkschafter
- Arthur Mafokate (* 1969), südafrikanischer Musiker, Schauspieler, Tänzer, darstellender Künstler und Musikproduzent
- Arthur Magugu (1934–2012), kenianischer Politiker
- Arthur Mahler (1871–1916), böhmisch-österreichischer Archäologe
- Arthur Mahncke, deutscher Fußballspieler
- Arthur Maillefer (1880–1960), Schweizer Botaniker und Geobotaniker
- Arthur Maimane (1932–2005), südafrikanischer Journalist und Schriftsteller
- Arthur Mainzer (1895–1954), deutscher Schauspieler bei Bühne und Film
- Arthur Mäkelt (1881–1971), deutscher Architekt und Hochschullehrer
- Arthur Malet (1927–2013), englischer Film- und Bühnenschauspieler
- Arthur Maletke (1888–1945), deutscher Gestapo-Mitarbeiter, verurteilter Kriegsverbrecher
- Arthur Thomas Malkin (1803–1888), englischer Pionier der Bergsteigerei und Schriftsteller
- Arthur Mallwitz (1880–1968), deutscher Leichtathlet und erster Sportarzt der Welt
- Arthur Malmgren (1860–1947), deutscher Theologe
- Arthur Malouin (1857–1936), kanadischer Jurist und Politiker
- Arthur Mämpel (1906–1988), deutscher Historiker und Dramaturg
- Arthur Henry Mann (1850–1929), britischer Organist and Komponist von Kirchenliedern
- Arthur Mannsbarth (* 1930), österreichischer Radrennfahrer
- Arthur von Manteuffel (1815–1893), preußischer Rittergutsbesitzer und Politiker, MdH
- Arthur Mapp (* 1953), britischer Judoka
- Arthur March (1891–1957), österreichischer Physiker
- Arthur Marchet (1892–1980), österreichischer Petrologe und Hochschullehrer
- Arthur Marder (1910–1980), US-amerikanischer Historiker
- Arthur de la Mare (1914–1994), britischer Diplomat, Schriftsteller
- Arthur Maret (1892–1987), Schweizer Politiker (SP)
- Arthur Margelidon (* 1993), kanadischer Judoka
- Arthur Mariano (* 1993), brasilianischer Kunstturner
- Arthur da Silva Mariano (* 1997), brasilianischer Beachvolleyballspieler
- Arthur Marohn (1893–1975), deutscher Fußballspieler und -trainer
- Arthur Marschall von Bieberstein (1816–1885), preußischer Generalleutnant
- Arthur Marshall (1881–1968), amerikanischer Komponist und Pianist des Ragtime
- Arthur Marshall (1903–2007), britischer Flugzeugkonstrukteur, Fluglehrer und Testpilot
- Hans-Arthur Marsiske (* 1955), deutscher Sachbuchautor, Soziologe und Journalist
- Arthur Martens (1897–1937), deutscher Segelflugpionier und Ingenieur
- Arthur Martinez (* 1939), US-amerikanischer Geschäftsmann, früherer CEO von Sears
- Arthur Marx (1921–2011), US-amerikanischer Drehbuchautor und Schriftsteller
- Arthur Masson (1896–1970), belgischer Schriftsteller französischer Sprache
- Arthur Masuaku (* 1993), französischer Fußballspieler
- Arthur Frank Mathews (1860–1945), US-amerikanischer tonalistischer Maler
- Arthur Matlik (* 1977), deutscher Fußballspieler
- Arthur Mattuck (1930–2021), US-amerikanischer Mathematiker
- Arthur Stephen Mavrogordato (1886–1964), britischer Polizeioffizier, Polizeichef von Trinidad und Tobago
- Arthur Max (* 1946), US-amerikanischer Szenenbildner
- Arthur S. Maxwell (1896–1970), britischer Autor, Herausgeber und Leiter der Siebenten-Tags-Adventisten
- Arthur May (1902–1933), deutscher Journalist, Politiker (KPD) und Widerstandskämpfer
- Arthur Lee Maye (1934–2002), amerikanischer R&B-Sänger und Baseballspieler
- Arthur Mayer (1911–1998), deutscher Psychologe
- Arthur Mayo-Robson (1853–1933), britischer Chirurg
- Arthur G. McCabe, australischer Badmintonspieler
- Arthur McDonald (* 1943), kanadischer Physiker
- Arthur Gerard McDonald (* 1967), kanadischer Admiral und Oberbefehlshaber der Streitkräfte
- Arthur McKenzie (* 1939), britischer Diskuswerfer
- Arthur McKinlay (1932–2009), US-amerikanischer Ruderer
- Arthur McNamara (1877–1949), britischer Generalleutnant
- Arthur Butler Phillips Mee (1860–1926), britischer Journalist und Amateurastronom
- Arthur T. von Mehren (1922–2006), amerikanischer Rechtsgelehrter
- Arthur Meier (1925–2016), liechtensteinischer Skilangläufer
- Arthur Meier-Hayoz (1922–2003), Schweizer Rechtswissenschafter
- Arthur Meighen (1874–1960), kanadischer Politiker, Premierminister von Kanada
- Arthur Meiner (1865–1952), deutscher Buchhändler und Verleger
- Arthur Meinig (1853–1904), deutsch-ungarischer Architekt
- Louis-Joseph-Arthur Melanson (1879–1941), kanadischer Geistlicher, römisch-katholischer Erzbischof von Moncton
- Arthur Melbourne-Cooper (1874–1961), britischer Filmpionier
- Arthur C. Mellette (1842–1896), US-amerikanischer Politiker
- Arthur Melville (1855–1904), schottischer Maler
- Arthur Mendel (1905–1979), US-amerikanischer Chordirigent, Musikwissenschaftler und -pädagoge
- Arthur Menge (1884–1965), Oberbürgermeister von Hannover
- Arthur Mennell (1855–1941), deutscher Buchhändler, Schriftsteller, Maler und Fotograf
- Arthur Mensch (* 1992), französischer Unternehmer und Ingenieur
- Arthur Mentz (1882–1957), deutscher Lehrer und Stenograph
- Arthur Mercante sen. (1920–2010), US-amerikanischer Boxringrichter
- Arthur Mertins (1898–1979), deutscher Politiker (SPD), MdR, MdB
- Arthur Mestschjan (* 1949), armenischer Architekt, Komponist und Sänger
- Arthur Metcalfe (1938–2002), britischer Radrennfahrer
- Arthur Mettinger (* 1956), österreichischer Sprachwissenschaftler
- Arthur Metzger, deutscher Leichtathlet
- Arthur Meulemans (1884–1966), belgischer Komponist und Dirigent
- Arthur Meyer (1884–1970), deutscher Jurist in der Militärverwaltung
- Arthur Meyer (* 1943), Schweizer Journalist und Buchautor
- Arthur Michael (1853–1942), US-amerikanischer Chemiker
- Arthur Michaelis (1864–1946), deutscher Maler und Grafiker
- Arthur Middleton (1681–1737), britischer Politiker, Gouverneur der Province of South Carolina
- Arthur Middleton (1742–1787), britisch-amerikanischer Politiker
- Arthur Milchhoefer (1852–1903), deutscher Klassischer Archäologe
- Arthur Milgram (1912–1961), US-amerikanischer Mathematiker
- Arthur Miller (1915–2005), amerikanischer Schriftsteller
- Arthur C. Miller (1895–1970), US-amerikanischer Kameramann
- Arthur K. Miller (1902–1963), US-amerikanischer Paläontologe
- Arthur L. Miller (1892–1967), US-amerikanischer Politiker
- Arthur Maximilian Miller (1901–1992), deutscher Schriftsteller
- Arthur Millspaugh (1883–1955), US-amerikanischer Politikberater und Autor
- Arthur Milton (1928–2007), englischer Cricket- und Fußballspieler
- Arthur Mitchell (1934–2018), US-amerikanischer Tänzer
- Arthur W. Mitchell (1883–1968), US-amerikanischer Politiker
- Arthur Mittag (1906–1946), deutscher Psychiater und Euthanasietäter
- Arthur Mittasch (1855–1935), deutscher Bankier und Kommerzienrat
- Arthur B. Modine (1885–1981), US-amerikanischer Ingenieur und Unternehmer
- Arthur Moeller van den Bruck (1876–1925), deutscher Kulturhistoriker und Schriftsteller
- Arthur Mohns (1896–1960), deutscher Fußballspieler
- Arthur von Mohrenheim (1824–1906), russischer Diplomat
- Arthur Mole (1889–1983), US-amerikanischer Fotograf britischer Herkunft
- Arthur Möller (1886–1972), deutscher Bildhauer und Porzellanmodelleur
- Arthur Möller, deutscher Komponist und Kapellmeister
- Arthur S. Moreau junior (1931–1986), US-amerikanischer Admiral der US Navy
- Arthur Morin (1795–1880), französischer Physiker
- Arthur Moritz (* 1866), sächsischer Generalmajor
- Arthur Moritz (1893–1959), deutscher Maler
- Arthur Morrison (1863–1945), englischer Journalist, Schriftsteller und Kunsthändler
- Arthur Moser (1880–1957), Schweizer Politiker (FDP) und Architekt
- Arthur Moses (* 1973), ghanaischer Fußballspieler
- Arthur Motta (* 1922), französischer Jazzmusiker (Schlagzeug)
- Arthur Christopher Moule (1873–1957), britischer anglikanischer Sinologe und Hochschullehrer, Missionar
- Arthur Ernest Mourant (1904–1994), britischer Chemiker, Hämatologe und Genetiker
- Arthur Moyle, Baron Moyle (1894–1974), britischer Politiker, Mitglied des House of Commons und Gewerkschafter
- Arthur Muggridge (1904–1933), britischer Langstreckenläufer
- Arthur Mugnier (1853–1944), katholischer Geistlicher, Prediger und Tagebuchschreiber
- Arthur Müller (1828–1873), deutscher Lyriker und Bühnendichter
- Arthur Müller (1904–1983), deutscher Motorradrennfahrer
- Arthur Müller (1871–1935), deutscher Unternehmer und Erfinder
- Karl-Arthur Müller (1892–1987), deutscher Maler, Grafiker und Fachschullehrer
- Arthur Mülverstedt (1894–1941), deutscher SS-Gruppenführer und Polizeigeneral
- Arthur Mund (* 1899), deutscher Wasserspringer
- Arthur P. Murphy (1870–1914), US-amerikanischer Politiker
- Arthur Mussil (1911–1999), österreichischer Politiker (ÖVP), Abgeordneter zum Nationalrat, Mitglied des Bundesrates
- Arthur Mutambara (* 1966), simbabwischer Politiker
- Arthur von Mützschefahl (1819–1899), preußischer Generalleutnant
- Arthur Thomas Myers (1851–1894), englischer Arzt, Cricket- und Tennisspieler
- Arthur Wallis Myers (1878–1939), englischer Tennisspieler und Sportjournalist

#### N
- Arthur H. Nadel (1921–1990), US-amerikanischer Film- und Fernsehregisseur, Filmproduzent, Drehbuchautor und Filmeditor
- Arthur Nagel (1890–1945), deutscher Politiker (SPD, KPD), MdR
- Arthur Sampson Napier (1853–1916), britischer Philologe
- Arthur Napoleão (1843–1925), portugiesisch-brasilianischer Pianist und Komponist
- Arthur J. Nascarella (* 1944), US-amerikanischer Schauspieler
- Arthur Nash (1914–2000), kanadischer Eishockeytorwart
- Arthur Nasse (1882–1969), deutscher Ministerialbeamter
- Arthur Navez (1881–1931), belgischer Genre- und Stilllebenmaler
- Arthur Nebe, deutscher SS-Gruppenführer und Chef des Reichskriminalpolizeiamtes
- Arthur Neisser, deutscher Musikkritiker
- Arthur E. Nelson (1892–1955), US-amerikanischer Politiker
- Arthur A. Neu (1933–2015), US-amerikanischer Politiker
- Arthur W. Neubert (1919–1992), deutscher Schauspieler und Geräuschemacher
- Arthur Neumann (1890–1974), deutscher Pilot
- Arthur Nevin (1871–1943), US-amerikanischer Komponist, Dirigent und Musikpädagoge
- Arthur Samuel Newman (1862–1943), englischer Ingenieur im Bereich der Fotografie
- Arthur Newton (1883–1950), US-amerikanischer Langstreckenläufer
- Arthur Ney (1887–1963), deutsch-schweizerischer Komponist und Dirigent
- Arthur Nibbs (* 1959), antiguanischer Politiker
- Arthur Nicholson (1947–1985), US-amerikanischer Offizier, Major
- Arthur Nickel (* 1903), tschechoslowakischer Politiker (Sudetendeutsche Partei) deutscher Nationalität
- Arthur Nicolaier (1862–1942), deutscher Internist
- Arthur Nicolson, 1. Baron Carnock (1849–1928), britischer Diplomat und Politiker
- Arthur C. Nielsen (1897–1980), US-amerikanischer Marketingforscher
- Arthur Nightingale (* 1931), britischer Schauspieler
- Arthur Nikisch (1855–1922), ungarisch-deutscher Dirigent
- Arthur Philipp Nikisch (1888–1968), deutscher Rechtswissenschaftler
- Arthur Nikutowski (1830–1888), deutscher Maler
- Arthur Nísio (1906–1974), brasilianischer Maler
- Arthur Nobile (1920–2004), US-amerikanischer Mikrobiologe
- Arthur Darby Nock (1902–1963), britischer Klassischer Philologe und Religionswissenschaftler
- Arthur Noel, 4. Earl of Gainsborough (1884–1927), britischer Adeliger und Mitglied des House of Lords
- Arthur Nordenswan (1883–1970), schwedischer Sportschütze
- Arthur Nordlie (1883–1965), norwegischer Politiker (Høyre), Mitglied des Storting und Unternehmer
- Arthur Nörenberg (* 1895), deutscher Radrennfahrer
- Arthur Norris, englischer Tennisspieler
- Arthur Nortmann (1905–1963), deutscher Maler und Filmarchitekt
- Arthur Amos Noyes (1866–1936), US-amerikanischer Chemiker
- Arthur Numan (* 1969), niederländischer Fußballspieler
- Arthur Nussbaum (1877–1964), deutsch-amerikanischer Rechtswissenschaftler
- Arthur Nutt (1895–1983), US-amerikanischer Ingenieur

#### O
- Arthur W. Oberbeck (1912–1989), US-amerikanischer Offizier, Generalleutnant der US Army
- Arthur Oberberg (1888–1966), deutscher Politiker (FDP), MdL
- Arthur S. Obermayer (1931–2016), amerikanischer Chemiker, Unternehmer, Genealoge
- Arthur Obst (1866–1936), deutscher Lehrer und Journalist
- Arthur Haggai Oder (1938–2006), ugandischer Jurist, Richter am obersten Gerichtshof Ugandas
- Arthur Oehme (1885–1965), deutscher Maler, Zeichner, Illustrator und Porzellanmaler
- Arthur von Oettingen (1836–1920), deutsch-baltischer Physiker und Musiktheoretiker
- Arthur Ohler (1883–1973), deutscher Fotograf in Stuttgart
- Arthur Okonkwo (* 2001), englischer Fußballspieler
- Arthur Melvin Okun (1928–1980), US-amerikanischer Ökonom
- Arthur Olsson (1926–2013), schwedischer Skilangläufer
- Arthur Omre (1887–1967), norwegischer Autor und Übersetzer
- Arthur Onslow (1691–1768), englischer Politiker
- Arthur Onslow, 1. Baronet († 1688), englischer Adliger und Politiker
- Arthur Onslow, 3. Earl of Onslow (1777–1870), englischer Adliger und Politiker
- Arthur J. Ornitz (1916–1985), US-amerikanischer Kameramann
- Arthur Orton (1834–1898), australischer Metzger, der sich für einen englischen Adligen ausgab
- Arthur Osann (1862–1924), deutscher Jurist, Politiker (NLP, DVP), MdR und Landtagsabgeordneter
- Arthur Osann senior (1829–1908), deutscher Jurist und Politiker (NLP), MdR
- Arthur von der Osten-Sacken (1843–1912), deutsch-baltischer Gutsbesitzer und Politiker
- Arthur Österle (* 1973), deutscher Politiker der Alternative für Deutschland (AfD)
- Arthur Ostermann (1864–1941), Ministerialrat im preußischen Ministerium für Volkswohlfahrt
- Arthur Oswald (1872–1938), Schweizer Jurist und Politiker
- Arthur Otto (1872–1937), deutscher Industrieller
- Arthur W. Overmyer (1879–1952), US-amerikanischer Politiker
- Arthur Owen (1915–2000), britischer Automobilrennfahrer
- Arthur Ozolins (* 1946), kanadischer Pianist lettischer Herkunft
- Arthur O’Connell (1908–1981), US-amerikanischer Schauspieler
- Arthur O’Hara Wood (1890–1918), australischer Tennisspieler
- Arthur Joseph O’Neill (1917–2013), US-amerikanischer Geistlicher, Bischof von Rockford
- Arthur O’Shaughnessy (1844–1881), britischer Dichter

#### P
- Arthur Pabst (1852–1896), deutscher Museumsdirektor und Kunsthistoriker
- Arthur Paget (1851–1928), britischer Offizier der British Army, zuletzt General
- Arthur Paget (1771–1840), britischer Diplomat und Politiker
- Arthur Charles Davy Pain (1901–1971), britischer Gemmologe und Mineraloge
- Artur Pappenheim (1870–1916), deutscher Mediziner, Internist und Krebsforscher
- Arthur B. Pardee (1921–2019), US-amerikanischer Biochemiker, Pharmakologe und Hochschullehrer
- Arthur Parisius (1911–1963), niederländischer Tenorsaxophonist surinamischen Ursprungs
- Arthur Jeph Parker (1926–2002), US-amerikanischer Szenenbildner
- Arthur Parkes (* 1897), englischer Fußballspieler
- Arthur Parkin (1952–2023), neuseeländischer Hockeyspieler
- Arthur Partzsch (1887–1977), deutscher Physiker und Hochschullehrer
- Arthur Pasquier (1883–1963), französischer Radrennfahrer und Schrittmacher
- Arthur A. Patchett (1929–2022), US-amerikanischer Chemiker
- Arthur Lindo Patterson (1902–1966), US-amerikanischer Kristallograph
- Arthur Paul (1925–2018), US-amerikanischer Grafikdesigner, Designer des Playboy-Bunnys
- Arthur Pauli (* 1989), österreichischer Skispringer
- Arthur Payr (1880–1937), österreichischer Architekt und Hochschullehrer
- Arthur Peacocke (1924–2006), englischer Biochemiker und Theologe
- Arthur Pearson (1897–1980), britischer Politiker (Labour Party), Unterhausabgeordneter
- Arthur Stanley Pease (1881–1964), US-amerikanischer Klassischer Philologe und Hobbybotaniker
- Arthur Pease, 1. Baronet (1866–1927), britischer Politiker, Wirtschaftsmanager und Unternehmer
- Arthur Pech (1912–1980), deutscher DBD-Funktionär, DBD-Landesvorsitzender Brandenburg
- Arthur Wellesley Peel, 1. Viscount Peel (1829–1912), britischer Politiker (Liberal Party) und Sprecher des Unterhauses
- Arthur Peiser (1885–1941), deutscher Schauspieler bei Bühne und Film
- Arthur Penman (1922–2008), britischer Geotechniker
- Arthur Penn (1922–2010), US-amerikanischer Filmregisseur des New Hollywood
- Arthur Penny (1907–2003), britischer Langstreckenläufer
- Arthur Peppercorn (1889–1951), britischer Dampflokomotivkonstrukteur
- Arthur Blayney Percival (1874–1940), britischer Jagdaufseher, Jäger und Naturforscher in Ostafrika
- Arthur Ernest Percival (1887–1966), britischer Lieutenant General
- Arthur George Perkin (1861–1937), britischer Chemiker
- Arthur Pétronio (1897–1983), schweizerisch-belgisch-französischer Violinist und Lautdichter
- Arthur Peuchen (1859–1929), kanadischer Geschäftsmann, Militär und Yacht-Sportler
- Arthur von Pfannenberg, preußischer Landrat
- Arthur Pfeifer (1884–1976), deutscher Pädagoge und Pazifist
- Arthur Pfeifer (1878–1962), deutscher Architekt
- Arthur Pfrommer, deutscher Akrobat
- Arthur Pfungst (1864–1912), deutscher Fabrikant, Verleger, Dichter, Übersetzer, Buddhist und Freidenker
- Arthur Purves Phayre (1812–1885), britischer Generalkommissar, Armeeoffizier und Historiker
- Arthur Phillip (1738–1814), britischer Seefahrer und Gouverneur von New South Wales
- Arthur Piaget (1865–1952), Schweizer Romanist und Historiker
- Arthur Piantadosi (1916–1994), US-amerikanischer Tonmeister
- Arthur Pic (* 1991), französischer Automobilrennfahrer
- Arthur Piechler (1896–1974), deutscher Komponist und Organist
- Arthur Pieck (1899–1970), deutscher Politiker (KPD, SED), Generaldirektor der Interflug
- Arthur Tappan Pierson (1837–1911), US-amerikanischer presbyterianischer Pastor, Missionar und Autor
- Arthur von Pieschel (1850–1922), deutscher Verwaltungsbeamter und Rittergutsbesitzer
- Arthur Pigeon (1884–1966), kanadischer Akkordeonist
- Arthur Cecil Pigou (1877–1959), englischer Ökonom
- Arthur Wing Pinero (1855–1934), britischer Dramatiker und Theaterschauspieler
- Arthur Georg Pino von Friedenthal (1843–1930), österreichisch-schlesischer Generalmajor
- Arthur de Pins (* 1977), französischer Comiczeichner
- Arthur Luiz Piza (1928–2017), brasilianischer Maler und Grafiker
- Arthur Plamondon, kanadischer Sänger und Gesangslehrer
- Arthur Plantagenet, 1. Viscount Lisle († 1542), englischer Peer, illegitimer Sohn des Königs Eduard IV.
- Arthur Plaschke (1851–1899), deutscher Theaterschauspieler
- Arthur Ploch (* 1874), deutscher Journalist, Publizist und Literaturhistoriker
- Arthur Ploog (1904–1993), deutscher Schulbuchverleger
- Arthur Plötz (* 1906), deutscher Ingenieur und Mitglied der Volkskammer der DDR
- Arthur Poelchau (1845–1919), deutschbaltischer Historiker
- Arthur Pohl (1900–1970), deutscher Filmregisseur und Drehbuchautor
- Arthur Pohl (1898–1967), deutscher Politiker (DP), MdBB
- Arthur Pöhlandt (1900–1940), deutscher Maler
- Arthur Pokrzywinski (1906–1951), deutscher Mann, Todesopfer an der Sektorengrenze in Berlin vor dem Bau der Berliner Mauer
- Arthur Pole, englischer Höfling und Ritter
- Arthur Pollack (1885–1945), deutscher Lokalpolitiker (SPD), NS-Gegner
- Arthur Polony (1880–1943), rumänischer Politiker, Jurist und Journalist
- Arthur Polzer-Hoditz (1870–1945), Kanzleidirektor des Herrenhauses des Reichsrats in Cisleithanien, und Kabinettsdirektor von Kaiser Karl I. (1917–1918)
- Arthur John Pomeroy (1953–2025), neuseeländischer Klassischer Philologe
- Arthur von Pongracz (1864–1942), österreichischer Dressurreiter
- Arthur Ponsonby, 1. Baron Ponsonby of Shulbrede (1871–1946), britischer Staatsbeamter, Politiker, Schriftsteller und Pazifist
- Arthur E. Popham (1889–1970), britischer Kunsthistoriker
- Arthur-Adrien Porchet (1879–1956), Schweizer Kameramann
- Arthur Porr (1872–1915), österreichischer Bauunternehmer und Ingenieur
- Arthur Porritt (1900–1994), neuseeländischer Leichtathlet, Sportfunktionär, Arzt und Generalgouverneur
- Arthur von Posadowsky-Wehner (1845–1932), deutscher Politiker (DNVP), MdR
- Arthur Poskanzer (1931–2021), US-amerikanischer Physiker
- Arthur Posnansky († 1946), Amateurarchäologe tätig in Bolivien
- Arthur Bernhard Posner (1890–1962), deutsch-israelischer Rabbiner, Schriftsteller und Autor
- Arthur Possing (* 1996), luxemburgischer Jazzmusiker (Piano, Komposition)
- Arthur Prauss, deutscher SS-Untersturmführer
- Arthur Preil (1887–1954), deutscher Volkssänger
- Arthur Preuss (1878–1944), deutscher Opernsänger (Tenor), Komponist und Gesangspädagoge
- Arthur Preuss (1871–1934), deutsch-amerikanischer Journalist, Herausgeber und Übersetzer
- Arthur Pries (1880–1941), deutscher Architekt und mecklenburgischer Baubeamter
- Arthur Norman Prior (1914–1969), neuseeländisch-britischer Philosoph und Logiker
- Arthur Pröll (1876–1957), österreichischer Flugzeugtechnik-Ingenieur und Hochschullehrer
- Arthur Prüfer (1860–1944), deutscher Musikwissenschaftler und -schriftsteller
- Arthur Prysock (1929–1997), US-amerikanischer Jazz- und Rhythm-and-Blues-Sänger
- Arthur Pugh (1870–1955), britischer Gewerkschafter

#### Q
- Arthur Quassowski (1858–1943), preußischer Generalleutnant
- Arthur Quenzer (1905–1986), US-amerikanischer Liedtexter
- Arthur Quiller-Couch (1863–1944), britischer Schriftsteller und Kritiker
- Arthur Hobson Quinn (1875–1960), US-amerikanischer Literatur- und Theaterwissenschaftler, Edgar-Allan-Poe-Biograf
- Arthur Qvist (1896–1973), norwegischer Reiter und SS-Sturmbannführer
- Arthur Qwak (* 1961), französischer Comiczeichner und Regisseur für Zeichentrick-Serien

#### R
- Arthur Maria Rabenalt (1905–1993), deutscher Filmregisseur
- Arthur Rachow (1884–1960), deutscher Amateur-Ichthyologe und Aquarianer
- Arthur Rackham (1867–1939), britischer Illustrator
- Arthur Rackwitz (1895–1980), deutscher evangelischer Theologe, religiöser Sozialist und Widerstandskämpfer
- Arthur W. Radford (1896–1973), US-amerikanischer Admiral der United States Navy
- Arthur Raffalovich (1853–1921), russischer Diplomat und zugleich französischer Ökonom und Wirtschaftspublizist
- Arthur Raither (1911–1988), deutscher Landwirt, Agrarpolitiker und Genossenschaftler
- Arthur Rakobrandt (1878–1948), deutscher Politiker (NSDAP), MdR, SA-Führer
- Arthur von Ramberg (1819–1875), österreichischer Kunstmaler und Zeichner
- Arthur P. Ramirez (* 1956), US-amerikanischer Physiker
- Arthur Ramos (1903–1949), brasilianischer Ethnologe, Anthropologe und Sozialpsychologe
- Arthur Ramsay, 14. Earl of Dalhousie (1878–1928), schottischer Peer und Offizier
- Arthur Michael Ramsey (1904–1988), britischer Geistlicher, Erzbischof von Canterbury
- Arthur Ranc (1831–1908), französischer Politiker, Journalist und Autor
- Arthur Rando (1910–2013), US-amerikanischer Jazz-Musiker (Saxophon, Klarinette) der Swingära und Arzt
- J. Arthur Rank (1888–1972), britischer Filmproduzent
- Arthur Rankin Jr. (1924–2014), amerikanischer Drehbuchautor, Filmdirektor und -produzent
- Arthur Ransome (1884–1967), britischer Schriftsteller
- Arthur F. Raper (1899–1979), US-amerikanischer Soziologe und Sachbuchautor
- Arthur Raschke (1883–1967), deutscher Politiker (Zentrum, CDU), MdR, MdL
- Arthur Rau (1895–1962), deutsch-israelischer Jurist
- Arthur Rauth (1922–2016), österreichischer Politiker (ÖVP), Landtagsabgeordneter zum Vorarlberger Landtag
- Arthur Ravenel (1927–2023), US-amerikanischer Politiker
- Arthur Rebner (1890–1949), Chansonnier, Autor, Librettist, Komponist, Revueautor, Conferencier und Textdichter
- Arthur L. Reed, britischer Bahnradsportler und Weltmeister
- Arthur Benjamin Reeve (1880–1936), US-amerikanischer Journalist und Schriftsteller
- Arthur Rehbein (1867–1952), deutscher Schriftsteller, Redakteur und Hofrat
- Arthur Reinhardt (1893–1973), deutscher Schauspieler
- Arthur Reinmann (1901–1983), Schweizer Gewichtheber
- Arthur Rentel (1869–1951), deutscher Verwaltungs- und Versicherungsjurist
- Arthur Reppert (1893–1970), deutscher Schauspieler
- Arthur von Reventlow (1817–1878), deutsch-dänischer Verwaltungsjurist
- Arthur Alexander Kaspar von Rex (1856–1926), deutscher Diplomat und Botschafter
- Arthur Reymond (* 1999), französischer Tennisspieler
- Arthur Rhames (1957–1989), US-amerikanischer Tenorsaxophonist, Gitarrist und Pianist des Free Jazz
- Arthur Rhode (1868–1967), deutscher evangelischer Theologe und Historiker
- Arthur Rich (1910–1992), Schweizer Theologe, Sozial- und Wirtschaftsethiker
- Arthur Richards, 1. Baron Milverton (1885–1978), britischer Kolonialgouverneur
- Arthur Richardson, US-amerikanischer Schauspieler und Synchronsprecher
- Arthur Richel (1868–1940), deutscher Bibliothekar
- Arthur Richter (* 1920), deutscher Fußballtorhüter
- Arthur Richter (1908–1993), deutscher Seelsorger, Gründer des Marburger Kreises und Autor
- Arthur Otto Riechelmann, deutscher Jurist
- Arthur Riedel (1888–1953), deutscher Maler und Exlibriskünstler
- Arthur Riley (1903–1984), südafrikanischer Fußballtorhüter
- Arthur Rimbaud (1854–1891), französischer Dichter, Abenteurer und Geschäftsmann
- Arthur Rinderknech (* 1995), französischer Tennisspieler
- Arthur Ripley (1897–1961), US-amerikanischer Drehbuchautor, Filmregisseur und -produzent
- Arthur Roberts (* 1938), US-amerikanischer Schauspieler und Synchronsprecher
- Arthur Robin (1927–2023), französischer Bodybuilder und Mister Universum
- Arthur H. Robinson (1915–2004), US-amerikanischer Kartograf
- Arthur N. R. Robinson (1926–2014), trinidadischer Premierminister
- Arthur Raymond Robinson (1881–1961), US-amerikanischer Politiker
- Arthur Robison (1883–1935), deutscher Filmregisseur und Drehbuchautor
- Arthur Roche (* 1950), britischer Geistlicher, römisch-katholischer Kurienkardinal
- Arthur Rochlitz (1882–1958), deutscher Konteradmiral der Reichsmarine
- Arthur Rock (* 1926), US-amerikanischer Unternehmer
- Arthur Rödl (1898–1945), deutscher SS-Führer und Lagerkommandant des KZ Groß-Rosen
- Arthur Roessler (1877–1955), österreichischer Kunstkritiker und Autor
- Arthur William Rogers (1872–1946), britisch-südafrikanischer Geologe
- Arthur Rohmer (1830–1898), deutscher Architekt und Bauunternehmer
- Arthur Rohn (1878–1956), Schweizer Bauingenieur
- Arthur Rollini (1912–1993), amerikanischer Jazz- und Unterhaltungsmusiker
- Arthur Romano (1914–1964), italienisch-kanadischer Saxophonist, Klarinettist, Oboist, Englischhornist und Musikpädagoge
- Arthur Roose (1903–1929), estnischer Schriftsteller, Kritiker und Übersetzer
- Arthur Bispo do Rosário (1909–1989), brasilianischer Objektkünstler
- Arthur Rose (1891–1974), deutscher Maler und Grafiker
- Arthur Rösel (1859–1934), deutscher Komponist, Geiger, Arrangeur, Dirigent
- Arthur Rosenbauer (* 1955), fränkischer Musiker, Liedermacher und Weltmusiker
- Arthur Rosenberg (1889–1943), deutscher marxistischer Historiker und Politiker (USPD, KPD), MdR
- Arthur H. Rosenfeld (1926–2017), US-amerikanischer Physiker
- Arthur Rosenhammer (1910–1985), deutscher Rennfahrer
- Arthur Rosenheim (1865–1942), deutscher Chemiker
- Arthur Rosenthal (1887–1959), deutscher Mathematiker
- Arthur Rosenzweig (1883–1936), österreichisch-deutscher Rabbiner
- Arthur A. Ross (1920–2008), US-amerikanischer Drehbuchautor
- Arthur von Rosthorn (1862–1945), österreichischer Sinologe und Diplomat
- Arthur Rostron (1869–1940), britischer Kapitän
- Arthur Rothrock (1886–1938), US-amerikanischer Sportschütze
- Arthur Rothstein (1915–1985), US-amerikanischer Fotograf
- Arthur Rougier (* 2000), französischer Automobilrennfahrer
- Arthur B. Rouse (1874–1956), US-amerikanischer Politiker
- Arthur Rowe (1906–1993), englischer Fußballspieler und -trainer
- Arthur Rowe (1936–2003), englischer Leichtathlet
- Arthur John Rowledge (1876–1957), britischer Ingenieur
- Arthur Rowley (1926–2002), englischer Fußballspieler und -trainer
- Arthur Henderson, Baron Rowley (1893–1968), britischer Politiker, Mitglied des House of Commons
- Arthur Dominique Rozaire (1879–1922), impressionistischer Maler und Fotograf
- Arthur H. Rubenstein (* 1937), südafrikanisch-US-amerikanischer Endokrinologe und Diabetologe
- Arthur B. Rubinstein (1938–2018), US-amerikanischer Komponist
- Arthur William Rucker (1848–1915), britischer Physiker
- Arthur Rudolph (1906–1996), deutscher Raketeningenieur
- Arthur Rudolph (1885–1959), deutscher Maler und Grafiker
- Arthur Rüegg (* 1942), Schweizer Architekt und Professor für Architektur und Konstruktion
- Arthur C. Ruge (1905–2000), US-amerikanischer Ingenieur, Erfinder des Dehnmessstreifens
- Arthur Rühl (1901–1955), deutscher Internist und Hochschullehrer
- Arthur Rundt (1881–1939), Autor, Journalist, Regisseur und Theaterdirektor
- Arthur Ruoff (* 1930), US-amerikanischer Chemiker
- Arthur Ringwalt Rupley (1868–1920), US-amerikanischer Politiker
- Arthur Ruppin (1876–1943), jüdischer Soziologe, Zionist und Wegbereiter der Gründung der Stadt Tel Aviv
- Arthur Russell (1951–1992), US-amerikanischer Musiker
- Arthur Russell (1886–1972), britischer Leichtathlet
- Arthur Joseph Russell (1861–1945), US-amerikanischer Journalist und Schriftsteller
- Arthur Russell, 2. Baron Ampthill (1869–1935), britischer Peer und Diplomat, Gründungsmitglied des Internationalen Olympischen Komitees (IOC)
- Arthur Ernst Rutra (1892–1942), österreichischer expressionistischer Dramatiker, Schriftsteller, Journalist, Lektor und Übersetzer
- Arthur Ryan (1935–2019), irischer Unternehmer und Manager
- Arthur Rydstrøm (1896–1986), norwegischer Turner
- Arthur Ryerson (1851–1912), US-amerikanischer Anwalt und Stahlfabrikant

#### S
- Arthur Sack (1900–1964), deutscher Landwirt, Autodidakt und Hobbyerfinder
- Arthur M. Sackler (1913–1987), amerikanischer Psychiater
- Arthur Sadina (1881–1971), deutscher Politiker (SPD), MdA
- Arthur Lindsay Sadler (1882–1970), australischer Japanologe, Professor für Oriental Studies
- Arthur Sadoun (* 1971), französischer Geschäftsmann
- Arthur Saint-Léon (1821–1870), französischer Geiger, Tänzer, Choreograf und Tanztheoretiker
- Arthur Sakheim (1889–1931), deutscher Journalist, Schriftsteller und Dramaturg
- Arthur von Salisch (1829–1885), deutscher Rittergutsbesitzer und Parlamentarier
- Arthur von Salmuth (1861–1937), deutscher Polizeipräsident in Berlin
- Arthur Salomonsohn (1859–1930), deutscher Bankier
- Arthur Salter, 1. Baron Salter (1881–1975), britischer Politiker, Mitglied des House of Commons und des House of Lords
- Arthur Salz (1881–1963), US-amerikanischer Sozial- und Wirtschaftswissenschaftler deutscher Herkunft
- Arthur Sämisch (1878–1940), deutscher Politiker (SPD, USPD, KPD), MdL Preußen
- Arthur L. Samuel (1901–1990), US-amerikanischer Pionier auf dem Gebiet der Computerspiele und Künstlichen Intelligenz
- Arthur Sapeck (1854–1891), französischer Illustrator
- Arthur Sard (1909–1980), US-amerikanischer Mathematiker
- Arthur Sarnoff (1912–2000), US-amerikanischer Zeichner von Coverillustrationen, Kalendern, Werbung und Pin-Ups
- Arthur Sauer (1874–1946), deutscher Chemiker, Unternehmer und Mäzen
- Arthur von Saurma-Jeltsch (1831–1878), deutscher Politiker, MdR
- Arthur von Scala (1845–1909), österreichischer Ingenieur, Nationalökonom und Museumsbeamter
- Arthur Scargill (* 1938), britischer Gewerkschafter und Gründer der Socialist Labour Party
- Arthur Schaade (1883–1952), deutscher Semitist
- Arthur Schaarschmidt (1879–1959), deutscher Radiologie-Ingenieur
- Arthur Scharmann (1928–2012), deutscher Physiker
- Arthur Schattenfroh (1869–1923), österreichischer Bakteriologe, Hygieniker und Ordinarius
- Arthur Leonard Schawlow (1921–1999), US-amerikanischer Physiker
- Arthur Schell († 1988), deutscher Motorbootrennfahrer
- Arthur Scheller (1876–1929), österreichischer Astronom
- Arthur van Schendel (1874–1946), niederländischer Schriftsteller
- Arthur Scherbius (1878–1929), deutscher Erfinder und Unternehmer
- Arthur Scheunert (1879–1957), deutscher Veterinär
- Arthur Schicker (1893–1979), deutscher Verwaltungsbeamter
- Arthur Schieck (1847–1930), deutscher Politiker
- Arthur Schiess (1842–1917), Schweizer Unternehmer
- Arthur Schille (1883–1936), deutscher Gewerkschafter und Widerstandskämpfer
- A. Arthur Schiller (1902–1977), US-amerikanischer Rechtswissenschaftler
- Arthur Schlageter (1883–1963), Schweizer Bildhauer und Maler
- Arthur Schleede (1892–1977), deutscher Chemiker
- Arthur Schlegelmilch (* 1958), deutscher Historiker
- Arthur M. Schlesinger (1917–2007), US-amerikanischer Historiker
- Arthur M. Schlesinger, Sr. (1888–1965), US-amerikanischer Historiker
- Arthur Schliebs (1899–1952), deutscher Politiker (SED)
- Arthur von Schlieffen (1844–1914), preußischer Generalleutnant
- Arthur Schloßmann (1867–1932), deutscher Kinderarzt, Gründer der ersten Säuglingsklinik
- Arthur Schmid junior (1928–2023), Schweizer Politiker
- Arthur Schmid senior (1889–1958), Schweizer Politiker (SP)
- Arthur Schmidt (1937–2023), US-amerikanischer Filmeditor
- Arthur Schmidt (1895–1987), deutscher Generalleutnant im Zweiten Weltkrieg
- Arthur Schmidt (1908–2007), deutscher Maler und Zeichner
- Arthur Benno Schmidt (1861–1940), deutscher Jurist und Abgeordneter
- Arthur P. Schmidt (1912–1965), US-amerikanischer Filmeditor
- Arthur Schmidt-Elskop (1875–1952), deutscher Diplomat
- Arthur Schmidt-Kügler (1883–1947), deutscher Verwaltungsjurist und Regierungspräsident
- Arthur Schmitt (1910–1989), deutscher Kunstturner
- Arthur Schnabel (1947–2018), deutscher Judoka
- Arthur Schneeberger (* 1948), österreichischer Bildungs- und Arbeitsmarktforscher
- Arthur Schneider (1861–1905), deutscher Klassischer Archäologe
- Arthur Schneier (* 1930), US-amerikanischer Rabbiner
- Arthur Schnitzler (1862–1931), österreichischer Arzt, Erzähler und Dramatiker
- Arthur Schoenflies (1853–1928), deutscher Mathematiker und Kristallograph
- Arthur Scholtz (1871–1935), Bürgermeister und amtierender Oberbürgermeister von Berlin
- Arthur Johannes Scholz (1883–1945), österreichischer Dirigent
- Arthur Schopenhauer (1788–1860), deutscher Philosoph
- Arthur Carl Victor Schott (1814–1875), US-amerikanischer Dichter und Märchensammler, Naturforscher, Landvermesser und Illustrator deutscher Abstammung
- Arthur Schraml (1907–1999), deutscher Grafiker und Typograf
- Arthur Schramm (1895–1994), deutscher Volksdichter, Erfinder und umstrittenes erzgebirgisches Original
- Arthur Schreck (1878–1963), deutscher Psychiater, Gutachter bei den nationalsozialistischen Krankenmorden
- Arthur Schreiber (1849–1921), deutscher Verwaltungsjurist und Ministerialbeamter in Preußen
- Arthur Schreiber (1893–1960), deutscher Politiker, Gewerkschafter und Widerstandskämpfer gegen den Nationalsozialismus, MdL
- Arthur Schröder (* 1936), deutscher Tennisspieler
- Arthur Schröder (1892–1986), deutscher Schauspieler
- Arthur Schroeder (1875–1944), deutscher Finanzbeamter
- Arthur Schröter (1859–1915), deutscher Veterinärmediziner und Ministerialbeamter
- Arthur Schult (1893–1969), deutscher Pädagoge und Schriftsteller
- Arthur Schulz (1873–1943), deutscher Bildhauer
- Arthur Schulz (1885–1963), deutscher Lehrer und Winckelmann-Forscher
- Arthur Schulz (1878–1917), deutscher Jurist und Sozialdemokrat
- Arthur Schulz (1897–1945), deutscher römisch-katholischer Geistlicher und Märtyrer
- Arthur Heinrich Schulze (* 1945), deutscher Puppenspieler
- Arthur Schumann (1899–1977), deutscher Nachrichtendienstler und politischer Funktionär (NSDAP)
- Arthur Schurig (1869–1932), deutscher Landwirt, Gutspächter, Agrarwissenschaftler und Fabrikant
- Arthur Schurig (1870–1929), deutscher Philologe, Archäologe, Schriftsteller und Übersetzer vor allem französischer Autoren
- Arthur Schuster (1851–1934), englischer Physiker deutscher Abstammung
- Arthur Schutt (1902–1965), US-amerikanischer Jazzpianist und Arrangeur
- Arthur Schütz (1880–1960), österreichischer Ingenieur und Schriftsteller
- Arthur Tell Schwab (1896–1945), Schweizer Geher
- Arthur Schwartz (1900–1984), US-amerikanischer Komponist
- Arthur Zacharias Schwarz (1880–1939), österreichischer Rabbiner und Kodikologe (Handschriftenkundler)
- Arthur Schweiger (1946–2006), Schweizer Physiker
- Arthur Schweitzer (1905–2004), US-amerikanisch-deutscher Wirtschafts- und Sozialwissenschaftler
- Arthur von Schwertführer (1891–1967), österreichisch-deutscher Fotograf und Kameramann
- Arthur Schwinkowski (1908–1994), deutscher Politiker (CDU), MdL
- Arthur Scouten (1910–1995), amerikanischer Theaterwissenschaftler
- Arthur Hawley Scribner (1859–1932), US-amerikanischer Verleger
- Arthur Searcy (1852–1935), australischer Verwaltungsbeamter
- Arthur von Seckendorff-Gudent (1845–1886), österreichischer Forstwissenschaftler
- Arthur Seedorf (1903–1986), deutscher Maler und Grafiker
- Arthur Seehof (1892–1966), deutscher Verleger, Buchhändler und Autor
- Arthur Seeliger (1870–1938), deutscher Jurist und Diplomat
- Arthur Segal (1875–1944), rumänisch-jüdischer Maler
- Arthur Seherr-Thoß (1820–1898), preußischer und ungarischer Offizier und Politiker
- Arthur Seidel (1883–1964), deutscher Politiker (SPD), MdBB
- Arthur Seidl (1863–1928), deutscher Schriftsteller und Dramaturg
- Arthur Selbmann (1874–1946), deutscher Bildhauer
- Arthur Seldon (1916–2005), britischer Ökonom
- Arthur Seligman (1873–1933), US-amerikanischer Politiker
- Arthur L. Sellier (1937–2017), deutscher Jurist und Verleger
- Arthur L. Sellier (1889–1967), deutscher Verlagsbuchhändler bzw. Verleger und Kunstsammler
- Arthur Sellings (1921–1968), britischer Wissenschaftler und Autor
- Arthur Sénéry-Besnard (1881–1952), französischer Landschaftsmaler und Dekorateur
- Arthur Sérès (1913–1998), französischer Radrennfahrer
- Arthur Joseph Serratelli (* 1944), US-amerikanischer Geistlicher und römisch-katholischer Bischof von Paterson
- Arthur Sewall (1835–1900), US-amerikanischer Unternehmer und Politiker
- Arthur James Seymour (1914–1989), guyanischer Dichter
- Arthur Seyß-Inquart (1892–1946), österreichischer Politiker (NSDAP), MdR und Jurist
- Arthur Shaw (1886–1955), US-amerikanischer Hürdenläufer
- Arthur Shaw (1924–2015), englischer Fußballspieler
- Arthur John Shawcross (1945–2008), US-amerikanischer Serienmörder
- Arthur Shelly (1841–1902), britischer Landschaftsmaler der Düsseldorfer Schule
- Arthur Shepherd (1880–1958), US-amerikanischer Komponist
- Arthur Shields (1896–1970), irischer Schauspieler und jüngerer Bruder des Schauspielers Barry Fitzgerald
- Arthur Gostick Shorrock (1861–1945), englischer baptistischer Missionar
- Arthur Shrewsbury (1856–1903), englischer Cricketspieler
- Arthur Shurlock (1937–2022), US-amerikanischer Turner
- Arthur Siebelist (1870–1945), deutscher Maler
- Arthur Siegel (1913–1978), US-amerikanischer Fotograf
- Arthur Sifton (1858–1921), kanadischer Politiker
- Arthur Silbergleit, deutschsprachiger, schlesischer Lyriker und Erzähler
- Arthur Simon (1893–1962), deutscher Chemiker
- Arthur Simons (1877–1942), deutscher Neurologe
- Arthur D. Simons (1918–1979), US-amerikanischer Offizier
- Arthur B. Singer (1917–1990), US-amerikanischer Tiermaler
- Arthur Alfred Sinnott (1877–1954), kanadischer Geistlicher und römisch-katholischer Erzbischof von Winnipeg
- Arthur Skedl (1858–1923), österreichischer Jurist
- Arthur Slauck (1887–1958), deutscher Internist und Rheumatologe
- Arthur W. Sleight (* 1939), US-amerikanischer Festkörperchemiker
- Arthur Ware Slocom (1860–1937), US-amerikanischer Paläontologe und Kurator
- Arthur Smith (1898–1971), US-amerikanischer Old-Time-Musiker und Fiddler
- Arthur Smith (* 1982), US-amerikanischer American-Football-Trainer
- Arthur Smith (1921–2014), US-amerikanischer Country-Musiker
- Arthur Smith (1785–1853), US-amerikanischer Politiker
- Arthur D. Howden Smith (1887–1945), US-amerikanischer Journalist, Schriftsteller und Historiker
- Arthur Reginald Smith (1871–1934), englischer Maler
- Arthur Ryan Smith (1919–2008), kanadischer Politiker der Progressive Conservative Association of Alberta und Journalist
- Arthur Sodtke (1901–1944), deutscher Widerstandskämpfer
- Arthur Solmssen (1928–2018), amerikanischer Jurist und Schriftsteller
- Arthur Somare, papua-neuguineischer Politiker
- Arthur Somers-Cocks, 6. Baron Somers (1887–1944), britischer Offizier, Gouverneur von Victoria
- Arthur Somervell (1863–1937), englischer Komponist und Musikpädagoge
- Arthur Sorin (* 1985), französischer Fußballspieler
- Arthur G. Sorlie (1874–1928), US-amerikanischer Politiker
- Arthur Southern (1883–1940), britischer Turner
- Arthur Spanier (1889–1944), deutscher Judaist
- Arthur Spier (1898–1985), deutscher Pädagoge und Schuldirektor
- Arthur Spiethoff (1873–1957), deutscher Ökonom
- Arthur Heinrich Sprecher von Bernegg (1852–1912), Schweizer General der Infanterie in österreichisch-ungarischen Diensten
- Arthur St. Clair (1736–1818), US-amerikanischer Politiker und Armeeoffizier
- Arthur St. Norman (1878–1956), südafrikanischer Geher und Marathonläufer
- Arthur Stace († 1967), australischer Soldat
- Arthur Stadler (1892–1937), österreichischer Grafiker und Sänger
- Arthur Stadthagen (1857–1917), deutscher Schriftsteller und Politiker (SPD, USPD), MdR
- Arthur Stanley, 5. Baron Sheffield (1875–1931), britischer Politiker, Mitglied des House of Commons und Gouverneur des australischen Bundesstaats Victoria (1914–1920)
- Arthur Penrhyn Stanley (1815–1881), britischer Kirchenhistoriker, Schriftsteller und Theologe
- Arthur Steel-Maitland (1876–1935), britischer Politiker der Conservative Party, Arbeitsminister
- Arthur Stein (1871–1950), österreichisch-tschechoslowakischer Althistoriker und Holocaustüberlebender
- Arthur Steiner (1896–1983), österreichischer Journalist
- Arthur H. Steinhaus (1897–1970), amerikanischer Sportphysiologe
- Arthur Stellbrink (1884–1956), deutscher Radrennfahrer
- Arthur Stenning (1883–1972), britischer Theater- und Filmschauspieler
- Arthur Stenz (1857–1925), deutscher Violoncellist und Musikpädagoge
- Arthur Stern (1874–1942), österreichischer Filmmanager, -produzent und -verleiher
- Arthur Oswald Stiehler (1864–1928), deutscher Schriftsteller
- Arthur Friedrich Stieler von Heydekampf (1840–1923), preußischer Generalleutnant
- Arthur Stille (1863–1922), schwedischer Historiker
- Arthur Stockhoff (1879–1934), US-amerikanischer Ruderer
- Arthur Stöcklin (1873–1954), Schweizer Maurermeister
- Arthur Stoll (1887–1971), Schweizer Biochemiker
- Arthur Harold Stone (1916–2000), britischer Mathematiker
- Arthur Storch (1870–1947), deutscher Bildhauer und Medailleur
- Arthur Purdy Stout (1885–1967), US-amerikanischer Chirurg und Pathologe
- Arthur von Strachwitz (1833–1895), deutscher Verwaltungsbeamter
- Arthur Newell Strahler (1918–2002), US-amerikanischer Hydrologe
- Arthur Straßner (1851–1936), bayerischer Generalleutnant
- Arthur Strasser (1854–1927), österreichischer Bildhauer
- Peter-Arthur Straubinger (* 1970), österreichischer Filmkritiker, Filmemacher, Journalist, Moderator und Keynote Speaker
- Arthur Streeton (1867–1943), australischer Maler
- Arthur Strong (1863–1904), englischer Orientalist, Kunsthistoriker und Bibliothekar
- Arthur Strousberg († 1873), deutscher Rentier und Sohn von Bethel Henry Strousberg
- Arthur Studenroth (1899–1992), US-amerikanischer Crossläufer
- Arthur von Studnitz (1851–1927), sächsischer Regierungsassessor, Schriftsteller und Zeitschriftengründer
- Arthur von Stürler (1874–1934), Schweizer Unternehmer, Offizier und Gutsbesitzer
- Arthur Stüting (1872–1927), deutscher Gartenarchitekt
- Arthur Suhle (1898–1974), deutscher Numismatiker
- Arthur Sulley (1906–1994), britischer Steuermann im Rudern
- Arthur Sullivan (1842–1900), britischer Komponist, Musikwissenschaftler, Organist und Dirigent
- Arthur Gregg Sulzberger (* 1980), US-amerikanischer Journalist, Herausgeber der New York Times
- Arthur Hays Sulzberger (1891–1968), US-amerikanischer Herausgeber der New York Times (1935–1957)
- Arthur Ochs Sulzberger (1926–2012), US-amerikanischer Verleger und Herausgeber der „New York Times“
- Arthur Ochs Sulzberger Jr. (* 1951), US-amerikanischer Herausgeber und Verleger
- Arthur E. Summerfield (1899–1972), US-amerikanischer Politiker
- Arthur Gundaccar von Suttner (1850–1902), österreichischer Schriftsteller
- Arthur Svensson (1916–1989), schwedischer Fußball- und Bandyspieler
- Arthur Swatek (1932–1990), deutscher SED-Funktionär
- Arthur Sweeney (1909–1940), britischer Sprinter
- Arthur Sykes (1897–1978), englischer Fußballspieler
- Arthur Symons (1865–1945), englischer Lyriker und Kritiker
- Arthur Synnberg (1857–1920), deutschstämmiger Fotograf in der Schweiz
- Arthur Szarvassi (1873–1919), österreichischer theoretischer Physiker
- Arthur Szyk (1894–1951), polnisch-amerikanischer Künstler

#### T
- Arthur Sydney Tabor (1852–1927), englischer Tennis- und Cricketspieler
- Arthur Nicholas Tafoya (1933–2018), US-amerikanischer Geistlicher, römisch-katholischer Bischof von Pueblo
- Arthur Fitzwilliam Tait (1819–1905), US-amerikanischer Maler
- Arthur Talbot, englischer Fußballspieler
- Arthur von der Tann-Rathsamhausen (1823–1907), deutscher Gutsbesitzer und Abgeordneter des Provinziallandtages der Provinz Hessen-Nassau
- Arthur Tanner (1903–1972), US-amerikanischer Country-Musiker
- Arthur George Tansley (1871–1955), britischer Pflanzenökologe und Geobotaniker
- Arthur Tapken (1864–1945), deutscher Marineoffizier
- Arthur Taxier (* 1951), britischer Schauspieler
- Arthur H. Taylor (1852–1922), US-amerikanischer Politiker
- Arthur de Techtermann (1841–1909), Schweizer Politiker
- Arthur Tedder, 1. Baron Tedder (1890–1967), britischer Luftwaffengeneral
- Arthur Terry (1927–2004), britischer Philologe, Kritiker und Dolmetscher
- Arthur Seymour John Tessimond (1902–1962), englischer Dichter
- Arthur Tester, britischer politischer Aktivist (British Union of Facists)
- Arthur Tetzlaff (1871–1949), deutscher Verleger
- Arthur Teuber (1875–1944), deutscher Drehbuchautor und Regisseur
- Arthur Theate (* 2000), belgischer Fußballspieler
- Arthur Thiele (1871–1961), deutscher Manager und Hochschullehrer
- Arthur Goring Thomas (1850–1892), englischer Komponist
- Arthur Lloyd Thomas (1851–1924), amerikanischer Politiker
- Arthur Thömmes (* 1956), deutscher Theologe, Religionspädagoge und Autor
- Arthur Landsborough Thomson (1890–1977), britischer Ornithologe und medizinischer Forscher
- Arthur Thost (1854–1937), deutscher HNO-Arzt
- Arthur Tiefenthaler (* 1938), österreichischer Politiker (FPÖ), Landtagsabgeordneter
- Arthur Augustus Tilley (1851–1942), britischer Romanist und Historiker
- Arthur Titius (1864–1936), deutscher liberaler evangelischer Theologe
- Arthur Tix (1897–1971), deutscher Industrieller und Ingenieur in der Montanindustrie
- Arthur Tofte (1902–1980), amerikanischer Schriftsteller
- Arthur Tokle (1922–2005), US-amerikanischer Skispringer
- Arthur S. Tompkins (1865–1938), US-amerikanischer Jurist und Politiker
- Arthur Tomson (1858–1905), britischer Landschafts- und Tiermaler sowie Kunstschriftsteller
- Arthur Torrens (1809–1855), britischer General und Kolonialverwalter
- Arthur Train (1875–1945), US-amerikanischer Jurist und Schriftsteller
- Arthur von der Trappen (1870–1945), deutscher Geologe, Paläontologe, Entomologe und Fotograf
- Arthur Trappier (1910–1975), US-amerikanischer Jazz-Schlagzeuger
- Arthur Trattler (1917–1994), österreichischer Landesbeamter, Bezirkshauptmann und Widerstandskämpfer
- Arthur Traube (1878–1948), deutscher Chemiker
- Arthur Treacher (1894–1975), US-amerikanisch-britischer Schauspieler
- Arthur Trebitsch (1880–1927), österreichischer Schriftsteller und Philosoph
- Arthur Trebst (1861–1922), deutscher Bildhauer
- Arthur John Newman Tremearne (1877–1915), britischer Major, Ethnologe und Afrikaforscher
- Arthur D. Trendall (1909–1995), neuseeländischer klassischer Archäologe
- Arthur Tresse (1868–1958), französischer Mathematiker
- Arthur Troester (1906–1997), deutscher Violoncellist
- Arthur Troop (1914–2000), britischer Polizeibeamter und Gründer der International Police Association
- Arthur G. Trudeau (1902–1991), US-amerikanischer Offizier, Generalleutnant der US-Army
- Arthur Elijah Trueman (1894–1956), britischer Geologe
- Arthur Tübel (1880–1957), deutscher Politiker (SPD), Landrat und MdL Bayern
- Arthur Tudor (1486–1502), englischer Thronfolger
- Arthur Tyler (1915–2008), US-amerikanischer Bobfahrer
- Arthur M. Tyndall (1881–1961), britischer Physiker

#### U
- Arthur Uecker-Fensloff (1881–1934), deutscher Maler und Grafiker
- Arthur Ullmann (1885–1958), österreichischer Schauspieler, Drehbuchautor, Produzent und Regisseur
- Arthur Ullrich (1894–1969), deutscher Politiker
- Arthur Ullrich (Fußballspieler) (* 1931), deutscher Fußballspieler
- Arthur Ulrich (1882–1958), deutscher Jurist und Politiker (DVP), MdBB
- Arthur Ulrichs (1838–1927), deutscher Forstmann und Skifahrer
- Arthur Wilhelm Unger (1870–1945), österreichischer Buchgestalter
- Arthur von Ungern-Sternberg (1885–1949), deutscher Theologe und Superintendent
- Arthur Ungewitter (1885–1955), deutscher Jurist
- Arthur Ungnad (1879–1945), deutscher Semitist und Altorientalist
- Arthur W. Upfield (1890–1964), britisch-australischer Schriftsteller
- Arthur Upton (* 1861), belgischer Wasserballspieler
- Arthur Useldinger (1904–1978), luxemburgischer Politiker (KPL), Mitglied der Chambre
- Arthur F. Utz (1908–2001), schweizerisch-deutscher Ordensgeistlicher, Theologe und Sozialphilosoph

#### V
- Arthur Valdenaire (1883–1946), deutscher Architekt, Bauhistoriker und Denkmalpfleger
- Arthur Van De Vijver (1948–1992), belgischer Radsportler
- Arthur Van Doren (* 1994), belgischer Hockeyspieler
- Arthur van Gehuchten (1861–1914), belgischer Neurologe und Anatom
- Arthur Van Overberghe (* 1990), belgischer Radrennfahrer
- Arthur H. Vandenberg (1884–1951), US-amerikanischer Politiker
- Arthur Vanderstuyft (1883–1956), belgischer Radrennfahrer
- Arthur Veinott (1934–2012), US-amerikanischer Mathematiker
- Arthur Verdier (1835–1898), französischer Afrikaforscher
- Arthur Vermeeren (* 2005), belgischer Fußballspieler
- Arthur Verocai (* 1945), brasilianischer Musiker, Sänger, Dirigent und Musikproduzent
- Arthur Vichot (* 1988), französischer Radrennfahrer
- Arthur Vick (1911–1998), britischer Physiker und Universitäts- und Forschungsadministrator
- Arthur Henrique Vieira Araújo (* 1999), brasilianischer Fußballspieler
- Arthur Vierendeel (1852–1940), belgischer Bauingenieur
- Arthur Villard (1917–1995), Schweizer Pazifist und Politiker (SP)
- Arthur von Vincenti (1878–1941), deutscher Bibliothekar
- Arthur Vogel (1868–1962), deutscher Handelsmann und Verleger
- Arthur Vogt (1917–2003), Schweizer Holocaustleugner
- Arthur Vollmer (1849–1927), deutscher Schauspieler
- Arthur Vollstedt (1892–1969), deutscher Eisschnellläufer
- Arthur Võõbus (1909–1988), estnischer Theologe und Syriologe

#### W
- Arthur Arno Wachmann (1902–1990), deutscher Astronom
- Arthur Wahl (1917–2006), US-amerikanischer Chemiker
- Arthur Edward Waite (1857–1942), US-amerikanischer Okkultist
- Arthur Wakefield (1799–1843), britischer Kapitän, Vertreter der New Zealand Company und Gründer von Nelson
- Arthur Waley (1889–1966), britischer Sinologe
- Arthur R. Walk (1895–1953), US-amerikanischer Offizier, Brigadegeneral der US-Army
- Arthur Earl Walker (1907–1995), amerikanischer Neurochirurg
- Arthur Geoffrey Walker (1909–2001), britischer Mathematiker
- Arthur von Wallpach (1866–1946), österreichischer Dichter und Schriftsteller
- Arthur Walsh (1896–1947), US-amerikanischer Politiker (Demokratische Partei)
- Arthur Donald Walsh (1916–1977), britischer Chemiker
- Arthur Walter (1860–1919), evangelisch-lutherischer Geistlicher, deutsch-baltischer Bekenner
- Arthur Walworth (1903–2005), US-amerikanischer Schriftsteller, Träger des Pulitzer-Preises
- Arthur von Wangenheim (1841–1912), preußischer Generalleutnant
- Arthur Wansleben (1861–1917), deutscher Landschaftsmaler der Düsseldorfer Schule
- Arthur Warda (1871–1929), deutscher Amtsrichter und Kant-Forscher
- Arthur Warncke (* 1880), deutscher Ruderer
- Arthur Warnecke, deutscher Fußballspieler
- Arthur Waskow (* 1933), US-amerikanischer Rabbiner
- Arthur Wasner (1887–1939), deutscher Maler
- Arthur Wasse (1854–1930), britisch-deutscher Maler
- Arthur Vivian Watkins (1886–1973), US-amerikanischer Politiker der Republikanischen Partei
- Arthur Wear (1880–1918), US-amerikanischer Tennisspieler
- Arthur J. Weaver (1873–1945), US-amerikanischer Politiker
- Arthur Weber (1882–1962), deutscher Unternehmer
- Arthur Weber (1879–1975), deutscher Balneologe, Kardiologe sowie Hochschullehrer
- Arthur Weber (* 1992), französischer Tennisspieler
- Arthur Richard Weber (1841–1920), deutscher Unternehmer und Kaufmann
- Arthur Gordon Webster (1863–1923), US-amerikanischer Mathematiker und Physiker
- Arthur Wegner (1900–1989), deutscher Strafrechtler und Völkerrechtler
- Arthur Wehnelt (1871–1944), deutscher Physiker
- Arthur Weil (1880–1959), französischer Rabbiner
- Arthur von Weinberg (1860–1943), deutscher Chemiker und Unternehmer, Ehrenbürger von Frankfurt am Main
- Arthur Weineck (1900–1944), Antifaschist und SPD/KPD-Mitglied
- Arthur Weiner (1877–1933), deutscher Rechtsanwalt und NS-Opfer
- Arthur Weisberg (1931–2009), US-amerikanischer Fagottist, Dirigent, Musikpädagoge und Komponist
- Arthur Weisbrodt (1909–1944), deutscher Widerstandskämpfer
- Arthur Weiße (1861–1936), deutscher Botaniker
- Arthur Weiss (* 1953), US-amerikanischer Mediziner (Immunologe)
- Arthur Weiss (1912–1980), US-amerikanischer Drehbuchautor und Fernsehproduzent
- Arthur Wellesley, 1. Duke of Wellington († 1852), britischer Feldmarschall und Politiker, Mitglied des House of Commons
- Arthur Wellesley, 2. Duke of Wellington (1807–1884), britischer General, Peer und Politiker
- Arthur Wellesley, 4. Duke of Wellington (1849–1934), britischer Adliger
- Arthur Wellesley, 5. Duke of Wellington (1876–1941), britischer Peer
- Arthur Wellesley, 8. Duke of Wellington (1915–2014), britischer Adliger, Militär und Unternehmer
- Arthur Wellin, deutscher Filmregisseur und Schauspieler
- Arthur Welti (1901–1961), Schweizer Hörfunkjournalist, Schauspieler, Autor und Regisseur
- Arthur Werner (1877–1967), deutscher Politiker; erster Berliner Oberbürgermeister nach dem Zweiten Weltkrieg
- Arthur Werner, deutscher Fußballspieler
- Arthur West (1922–2000), österreichischer Schriftsteller und Journalist
- Arthur J. West (1863–1937), britischer Eisenbahningenieur
- Arthur Weston († 1913), britischer Fotograf
- Arthur Westover (1864–1935), kanadischer Sportschütze
- Arthur Westrup (1913–2009), deutscher Journalist, Werbefachmann und Publizist
- Arthur Leslie Wheeler (1871–1932), US-amerikanischer Klassischer Philologe
- Arthur Whetsol (1905–1940), amerikanischer Jazz-Trompeter
- Arthur Whistler (1944–2020), US-amerikanischer Ethnobotaniker
- Arthur White (1881–1924), US-amerikanischer Schauspieler
- Arthur Whiting (1861–1936), US-amerikanischer Komponist, Organist und Pianist
- Arthur Whitney (* 1958), kanadischer Informatiker
- Arthur Whyte (1921–2014), australischer Politiker (Liberal Party), Präsident des South Australian Legislative Council
- Arthur Wichmann (1851–1927), deutscher Geologe und Mineraloge
- Arthur H. Wicks (1887–1985), US-amerikanischer Geschäftsmann und Politiker
- Arthur Widmer (1914–2006), amerikanischer Spezialeffektpionier
- Arthur Wiechula (1867–1941), deutscher Landschaftsarchitekt
- Arthur Wieferich (1884–1954), deutscher Mathematiker
- Arthur Wiegels (1891–1932), deutsches SA-Mitglied
- Arthur Wienkoop (1864–1941), deutscher Architekt und Architekturlehrer
- Arthur Wiesner (1895–1980), deutscher Schauspieler und Hörspielsprecher
- Arthur Wiggins (1891–1961), britischer Ruderer
- Arthur Wightman (1922–2013), US-amerikanischer Physiker
- Arthur Ernest Wilder-Smith (1915–1995), britischer Chemiker, Pharmakologe, Drogenexperte und Kreationist
- Arthur Wilken (1879–1918), deutscher Maler und Radierer
- Arthur Will (1848–1912), deutscher Landwirt und Politiker, MdA, MdR
- Arthur Williams (1964–2023), US-amerikanischer Boxer
- Arthur Williams, US-amerikanischer Jazzmusiker
- Arthur B. Williams (1872–1925), US-amerikanischer Politiker
- Arthur E. Williams (* 1938), US-amerikanischer Offizier, Generalleutnant der US-Army
- Arthur Willis (1920–1987), englischer Fußballspieler
- Arthur Willner (1881–1959), englischer Komponist
- Arthur Wilmurt (1906–1994), Bühnenautor, Theaterwissenschaftler und Übersetzer
- Arthur Wilson (1842–1921), britischer Flottenadmiral, Erster Seelord
- Arthur Wimperis (1874–1953), britischer Drehbuchautor
- Arthur Winfree (1942–2002), US-amerikanischer theoretischer Biologe
- Arthur Winkler (1865–1944), deutscher Seidenkaufmann und Bronzebildner
- Arthur Winkler-Hermaden (1890–1963), österreichischer Geologe
- Arthur Winkler-Hermaden (* 1965), österreichischer Diplomat, Botschafter der Republik Österreich in Schweden
- Arthur Winnington-Ingram (1858–1946), britischer Geistlicher, Bischof von Stepney und Bischof von London
- W. Arthur Winstead (1904–1995), US-amerikanischer Politiker
- Arthur Wint (1920–1992), jamaikanischer Leichtathlet
- Arthur Winther (1937–2022), australischer Wasserspringer
- Arthur Nikolaus Witt (1890–1964), deutscher Studienrat, niederdeutscher Schriftsteller und Heimatforscher
- Arthur Witty (1878–1969), spanisch-englischer Fußballspieler, -funktionär und Geschäftsmann
- Arthur von Witzleben (1835–1905), deutscher Politiker
- Arthur H. Wolf (1917–2002), US-amerikanischer Filmproduzent, Filmregisseur und Drehbuchautor
- Arthur M. Wolfe (1939–2014), US-amerikanischer Astrophysiker
- Arthur Wolff (1875–1923), deutscher Architekt
- Arthur von Wolff (1828–1898), deutscher Politiker
- Arthur von Wolffersdorff (1823–1897), preußischer Generalmajor
- Arthur von Wolkenstein-Rodenegg (1837–1907), österreichischer Adeliger, Schriftsteller und Politiker
- Arthur Woltersdorff (1817–1878), deutscher Jurist und Theaterleiter
- Arthur Wontner (1875–1960), britischer Schauspieler
- Arthur Wood (1875–1939), britischer Segler und Bergbauunternehmer
- Arthur Woodburn (1890–1978), schottischer Politiker der Labour Party und Mitglied des House of Commons
- Arthur Geoffrey Woodhead (1922–2008), britischer Althistoriker und Epigraphiker
- Arthur Smith Woodward (1864–1944), britischer Paläontologe
- Arthur Woolf (1766–1837), englischer Ingenieur, Erfinder, Konstrukteur
- Arthur Wooster (1929–2020), britischer Kameramann und Second Unit-Regisseur
- Arthur Wright (1937–2015), US-amerikanischer R&B-Musiker
- Arthur Alban Wright (1887–1967), britischer Kolonialbeamter
- Arthur Wuthenow (1844–1921), deutscher evangelischer Theologe
- Arthur Wynen (1880–1962), deutscher Kirchenrechtler
- Arthur Wynne (1871–1945), Erfinder des Kreuzworträtsels
- Arthur Wyss (1852–1900), Archivar in Darmstadt

#### Y
- Arthur Yager (1858–1941), Gouverneur von Puerto Rico
- Arthur Yap (* 1965), philippinischer Politiker und Rechtsanwalt
- Arthur Yorinks (* 1953), US-amerikanischer Kinderbuchautor, Dramatiker und Theaterregisseur
- Arthur Young (1904–1965), britischer Jazzmusiker
- Arthur Young (1741–1820), englischer Agrarwissenschaftler und Publizist
- Arthur Primrose Young (1885–1977), britischer Industriemanager und Geheimdiplomat
- J. Arthur Younger (1893–1967), US-amerikanischer Politiker

#### Z
- Arthur Zabel (1891–1954), deutscher Gewerkschafter und Politiker (SPD), MdL
- Arthur Zanetti (* 1990), brasilianischer Turner
- Arthur E. Zannoni (* 1942), US-amerikanischer römisch-katholischer Theologe
- Arthur Zapp (1852–1925), deutscher Schriftsteller
- Arthur Zarden (1885–1944), deutscher Finanzstaatssekretär und Finanzfachmann in der Weimarer Republik
- Arthur Zborzil (1885–1937), österreichischer Tennisspieler
- Arthur Zechlin (1849–1939), deutscher Gymnasialdirektor und pommerscher Heimathistoriker
- Arthur Zelger (1914–2004), österreichischer Designer
- Arthur Zeller (1947–2013), Schweizer Rechtsanwalt, Aargauer Kantonspolitiker (FDP) und Bankrat
- Arthur George Ziffo (* 1858), englischer Tennisspieler
- Arthur Augustus Zimmerman (1869–1936), US-amerikanischer Radrennfahrer
- Arthur Zimmermann (* 1948), Schweizer Sozial- und Kulturwissenschaftler
- Arthur Zimmermann (1864–1940), deutscher Konsularbeamter und Politiker
- Arthur Zincke (1861–1914), sächsischer Generalmajor
- Arthur Zinzen (1893–1965), deutscher Ingenieur, Direktor des Deutschen Normenausschusses
- Arthur Zitscher (1880–1965), deutscher Industriechemiker
- Arthur Zwane (* 1973), südafrikanischer Fußballspieler
- Arthur Zweiniger (1879–1947), deutscher Bildhauer und Schriftsteller

### Familienname
- Alex Arthur (* 1978), britischer Boxer
- Alfred Arthur (* 1986), ghanaischer Fußballspieler
- Anthony Arthur (* 1972), britischer Gewichtheber
- Araba Evelyn Johnston-Arthur, österreichische Menschenrechtlerin, Soziologin, Kuratorin und Filmdarstellerin
- Beatrice Arthur (1922–2009), US-amerikanische Schauspielerin
- Benny O. Arthur (* 1997), deutscher Theater- und Filmschauspieler
- Brian Arthur (* 1945), britischer Spieltheoretiker
- Bruce Arthur (1921–1998), australischer Ringer
- Carol Arthur (1935–2020), US-amerikanische Schauspielerin
- Charline Arthur (1929–1987), US-amerikanische Rockabilly-Musikerin
- Chester A. Arthur (1829–1886), US-amerikanischer Politiker, 21. Präsident der USA
- Chloe Arthur (* 1995), schottische Fußballspielerin
- Christine Arthur (* 1963), neuseeländische Hockeyspielerin
- Christopher J. Arthur (* 1940), britischer Philosoph und marxistischer Werttheoretiker
- Cindy Arthur (* 1977), kanadische Badmintonspielerin
- Darrell Arthur (* 1988), US-amerikanischer Basketballspieler
- Davey Arthur (* 1954), irischer Sänger, Irish-Folk-Musiker
- Donald Arthur (1937–2016), US-amerikanischer deutschsprachiger Schauspieler, Opernsänger und Synchronsprecher
- Donald C. Arthur, US-amerikanischer Militär, Vizeadmiral der United States Navy
- Arthur, 1. Duke of Connaught and Strathearn (1850–1942), britischer Feldmarschall, Mitglied der britischen Königsfamilie, Generalgouverneur von Kanada (1911–1916)
- Elizabeth Arthur (* 1953), US-amerikanische Schriftstellerin
- Emry Arthur (1902–1967), US-amerikanischer Old-Time-Musiker
- Eric Arthur (1898–1982), kanadischer Architekt und Autor
- Gavin Arthur (1901–1972), US-amerikanischer Astrologe und Sexologe
- George Arthur (Gouverneur) (1784–1854), britischer Gouverneur in Britisch Honduras, Tasmanien, Oberkanada und Bombay
- George Arthur (Cricketspieler) (1849–1932), australischer Cricketspieler
- George Arthur (Fußballspieler, 1925) (1925–1990), australischer Fußballspieler
- George Arthur (Fußballspieler, 1968) (1968–2015), ghanaischer Fußballnationalspieler
- George Kofi Arthur (* 1969), ghanaischer Politiker
- George K. Arthur (1899–1985), britisch-amerikanischer Schauspieler und Filmproduzent
- Harold J. Arthur (1904–1971), US-amerikanischer Politiker
- James Arthur (Mathematiker) (* 1944), kanadischer Mathematiker
- James Arthur (Sänger) (* 1988), britischer Popsänger
- Jane Arthur (1827–1907), schottisch-britische Philanthropin, Frauenrechtlerin und Bildungsaktivistin
- Jean Arthur (1900–1991), US-amerikanische Schauspielerin
- John Arthur (Politiker) (1875–1914), australischer Politiker
- John Arthur (Boxer) (1929–2005), südafrikanischer Boxer
- John R. Arthur (* 1931), US-amerikanischer Chemiker
- Joseph Arthur (* 1971), US-amerikanischer Sänger und Gitarrist
- Joseph Charles Arthur (1850–1942), US-amerikanischer Botaniker
- Karen Arthur (* 1941), US-amerikanische Filmregisseurin und Schauspielerin
- Madeleine Arthur (* 1997), kanadische Schauspielerin
- Matthew Arthur, 1. Baron Glenarthur (1852–1928), britischer Geschäftsmann und Peer
- Michael Anthony Arthur (* 1950), britischer Diplomat
- Nana Ato Arthur, Regionalminister der Central Region in Ghana
- Neil Arthur (* 1958), britischer Singer-Songwriter
- Norman Arthur (1931–2023), britischer Reitsportler
- Olivia Arthur (* 1980), britische Photojournalistin
- Oswald Raynor Arthur (1905–1973), britischer Kolonialbeamter, Gouverneur der Bahamas und der Falklandinseln
- Owain Arthur (* 1983), walisischer Schauspieler
- Owen Arthur (1949–2020), barbadischer Politiker, Premierminister von Barbados
- Peter Arthur (* 1939), britischer Gewichtheber
- Rachel Arthur (* 1994), US-amerikanisch-deutsche Basketballspielerin
- Reuben Arthur (* 1996), britischer Sprinter
- Robert Arthur (Autor) (1909–1969), US-amerikanischer Autor und Journalist
- Robert Arthur (Produzent) (1909–1986), US-amerikanischer Filmproduzent
- Robert Arthur (Moderator) (Bob Arthur; 1921–1997), US-amerikanischer Hörfunkmoderator und Schauspieler
- Robert Arthur (Schauspieler) (Bob Arthur; 1925–2008), US-amerikanischer Schauspieler
- Rod Arthur (* 1956), britischer Schauspieler
- Simon Arthur, 4. Baron Glenarthur (* 1944), britischer Peer, Pilot und Geschäftsmann
- Stanley R. Arthur (* 1935), US-amerikanischer Admiral der US Navy
- Stuart Arthur (* 1978), kanadischer Badmintonspieler
- Timothy Shay Arthur (1809–1885), US-amerikanischer Schriftsteller
- Wallace Arthur (* 1952), britischer Zoologe
- William Evans Arthur (1825–1897), US-amerikanischer Politiker
- Zackary Arthur (* 2006), US-amerikanischer Schauspieler